# 唐纳德·特朗普的总统参选资格

特朗普诉安德森案前，唐纳德·特朗普在各州共和党初选中的参选资格：
案件已被州最高法院驳回
案件已被下级法院驳回
裁决特朗普不符合参选资格；美国最高法院已推翻此裁决
已提起诉讼

唐纳德·特朗普参加2024年美国总统选举的资格因其涉嫌参与2021年国会山骚乱而备受争议。美国宪法第十四修正案第三款规定，反美叛乱分子如果此前曾宣誓支持宪法，则丧失参选资格。科罗拉多州、缅因州和伊利诺伊州三个州的法院或官员據此裁定禁止特朗普参加总统选举。然而，最高法院在2024年的“特朗普诉安德森案”中推翻了科罗拉多州的裁决，理由是州政府无权对联邦民选官员强制执行第三款。
2023年12月，科罗拉多州最高法院在“安德森诉格里斯沃尔德案”中裁定特朗普参与叛乱，因此不具备担任总统的资格，并下令将其从该州初选选票中除名。同月晚些时候，缅因州州务卿申娜·贝洛斯也裁定特朗普参与叛乱，因此没有资格参加该州初选。伊利诺伊州一名法官裁定，特朗普在2024年2月没有资格参加该州的初选。这三个州的判决均被美国最高法院一致推翻。此前，明尼苏达州最高法院和密歇根州上诉法院均裁定，州法院不能将总统参选资格问题应用于初选，但并未就普选的相关问题作出裁决。截至2024年1月，至少有34个州对特朗普的参选资格提出正式质疑。
2024年1月5日，最高法院批准特朗普就科罗拉多州最高法院在“安德森诉格里斯沃尔德案”的裁决提出的上诉的调卷令，并于2月8日听取口头辩论。2024年3月4日，最高法院发布裁决，一致推翻了科罗拉多州最高法院的裁决，裁定各州无权将特朗普从其选票中剔除，只有国会才有权执行宪法第十四修正案第三款。
唐纳德·特朗普最终获得共和党提名并在2024年总统选举中获胜，成为第47任美国总统。

## 背景
美国南北战争后，美国宪法第十四修正案得以颁布。该修正案第三款规定，任何人如果曾宣誓拥护宪法，但后来“参与了反对合众国的作乱或反叛，或向合众国的敌人提供帮助或鼓励”，则禁止其担任公职。该条全文如下：
译文：
反对者援引特朗普在国会山骚乱中所扮演的角色作为他被取消竞选公职资格的理由。各州也可能根据该条文裁定特朗普失去该州的参选资格。特朗普可以就国会或州政府做出的任何取消资格的裁定向法院提出上诉。除了州或联邦立法机构的行动外，还可以根据该条文对特朗普提起诉讼，要求取消其参选资格。第十四修正案本身为国会允许此类候选人参选提供了途径，但这需要两院各获得三分之二的议员投票才能取消这一资格。

### 特朗普第二次弹劾案
2021年1月10日，众议院议长南希·佩洛西正式征求众议员的意见，是否因即将离任的总统唐纳德·特朗普在国会山骚乱中所扮演的角色，而根据宪法第十四修正案第三款取消其任职资格。2021年1月13日，众议院以232票对197票的多数票通过弹劾特朗普的法案，罪名是“煽动叛乱”。在参议院弹劾审判中，2021年2月13日，参议院以57票对43票的多数票判定特朗普有罪，但这未达到定罪所需的三分之二绝对多数。

### 国会后续行动
2021年7月1日，美國眾議院1月6日襲擊事件特別委員會成立。在一年半的时间里，该委员会采访了一千多人，审查了一百多万份文件，并举行了公开听证会。2021年8月5日，第117届国会通过一项法案，并由总统乔·拜登签署成为法律，向美国国会警察局、哥伦比亚特区大都会警察局和两名在国会山骚乱期间保护美国国会大厦的美国国会警察颁发了四枚国会金质奖章。该法案第一部分列出的一项认定称：“2021年1月6日，一群叛乱分子强行闯入美国国会大厦和国会办公楼，进行破坏、抢劫，并暴力袭击国会警察。”该法案以压倒性多数获得通过，其中包括188名众议院共和党人的支持，仅有21人投了反对票。2022年12月15日，众议院民主党人提出一项法案，认定特朗普根据美国宪法第十四修正案第三款没有资格担任总统，但该法案未获推进。12月22日，众议院1月6日特别委员会发布了一份长达845页的最终报告。最终报告指出，委员会的17项主要调查结果如下：
1. 从选举之夜开始，直至1月6日及其后，唐纳德·特朗普故意散布与2020年总统选举相关的虚假舞弊指控，以助其推翻选举结果并牟取捐款。这些虚假指控最终激怒了他的支持者，并于1月6日引发了暴力事件。
2. 唐纳德·特朗普明知自己及其支持者已有数十起选举（英语：Post-election lawsuits related to the 2020 U.S. presidential election）诉讼败诉，尽管其高级顾问驳斥了他的选举舞弊指控并敦促他承认败选，但他仍拒绝接受2020年选举的合法结果。特朗普总统非但没有履行宪法义务（根据第二条第三款），即“注意确保法律得到忠实执行”[31]，反而密谋推翻选举结果。
3. 尽管唐纳德·特朗普知道此种行为非法，而且没有任何州已经或将会提交修改后的选举人名单，但他仍然在1月6日国会联席会议（英语：2021 United States Electoral College vote count）上向副总统迈克·彭斯施压，要求他拒绝计算选举人票。
4. 唐纳德·特朗普试图腐蚀美国司法部，试图让司法部官员故意制造虚假陈述，以此帮助他推翻总统选举结果。这一努力失败后，唐纳德·特朗普将代理司法部长的职位交给了杰夫里·克拉克（英语：Jeffrey Clark），尽管他明知克拉克有意散布虚假信息，以推翻选举结果。
5. 唐纳德·特朗普在没有任何证据依据的情况下，违反州和联邦法律，非法向州官员和立法者施压，要求改变其所在州的选举结果。
6. 唐纳德·特朗普监督了一项获取并向国会和国家档案馆传送虚假选举证书（英语：Trump fake electors plot）的行动。
7. 唐纳德·特朗普向国会议员施压，要求他们反对来自几个州的有效选举人名单。
8. 唐纳德·特朗普故意核实了向联邦法院提交的虚假信息。
9. 基于选举被窃取的虚假指控，唐纳德·特朗普召集数万名支持者于1月6日前往华盛顿。尽管特朗普的支持者非常愤怒，有些人还携带武器，但唐纳德·特朗普还是指示他们于1月6日游行至国会大厦以“夺回”国家。
10. 唐纳德·特朗普明知国会大厦即将遭遇暴力袭击，也知道自己的言论会煽动进一步的暴力行为，因此特意于1月6日下午2点24分在社交媒体上发布消息，公开谴责副总统彭斯。
11. 唐纳德·特朗普明知国会大厦正在发生暴力事件，尽管他有责任确保法律得到忠实执行，但他拒绝了长达数小时的多次要求，指示其暴力支持者解散并离开国会大厦的请求，而是在电视上观看暴力袭击的发生。这种不作为导致国会大厦的暴力事件持续发生，并阻碍了国会统计选举人票的程序。
12. 唐纳德·特朗普的每一个行动都是为了支持一项多方阴谋，以推翻2020年总统选举的合法结果（英语：Attempts to overturn the 2020 United States presidential election）。
13. 情报部门和执法机构确实成功侦测到1月6日可能发生的暴力事件的策划，其中包括最终领导袭击国会大厦的“骄傲男孩”和“誓言守护者”民兵组织的具体策划。随着1月6日临近，情报部门明确指出美国国会大厦可能存在暴力事件。这些情报已在行政部门内部共享，包括特勤局和总统国家安全委员会。
14. 1月6日之前收集的情报并不支持这样的结论：安提法或其他左翼团体可能在1月6日参与暴力反示威活动或袭击特朗普的支持者。事实上，1月5日的情报显示，一些左翼团体指示其成员“待在家里”，不要参加1月6日的活动。最终，这些团体均未在实质上参与1月6日对国会大厦的袭击。
15. 1月6日之前，情报部门和执法部门均未获得关于特朗普总统、约翰·伊斯特曼（英语：John Eastman）、魯迪·朱利安尼及其同伙正在策划推翻已获认可的选举结果的全部细节的情报。这些机构显然没有（也可能无法）预料到特朗普总统会在椭圆形办公室演讲中对人群的挑衅，特朗普总统会“自发地”指挥人群向国会大厦进发，特朗普总统会在下午2:24发布谴责彭斯副总统的推文加剧暴力骚乱，以及随之而来的暴力和不法行为的规模。执法部门也没有预料到特朗普总统会在暴力事件发生后拒绝指示其支持者离开国会大厦。情报部门事先没有任何分析能够准确预测特朗普总统的行为；没有任何此类分析能够认识到1月6日国会大厦所面临的威胁的规模和程度。
16. 1月6日，数百名国会大厦和华盛顿特区大都会警察英勇地履行职责，美国人民对他们捍卫国会和宪法的勇气深表感激。如果没有他们的英勇，1月6日的情况会更加糟糕。尽管国会警察局领导层的某些成员认为他们在1月6日采取了“全员出动”的策略，但国会警察局领导层没有足够的资源来应对暴力和不守法的人群。在特朗普总统指示椭圆广场的数万名支持者游行至国会大厦，并于下午2:24发布推文后，国会警察局领导层没有预料到随后发生的暴力事件的规模。尽管国会警察首长史蒂文·桑德（英语：Steven Sund）提出了支援国民警卫队支援的想法，但国会警察局在1月6日之前并未请求国民警卫队提供援助。大都会警察局在1月6日采取了更加积极主动的策略，部署了大约800名警员，包括响应国会大厦的紧急求助电话。唐纳德·特朗普下午2点24分发布推文后，人群迅速涌向前方，但骚乱者仍设法在某些地点突破防线。司法部在匡蒂科和哥伦比亚特区安排一组联邦探员，预计1月6日可能会发生暴力事件，并在国会大厦警力明显不堪重负后立即部署了这些探员。国土安全部的探员也已被派往现场协助。
17. 特朗普总统有权也有责任指挥在哥伦比亚特区部署国民警卫队，但他从未下令在1月6日或任何其他日期部署国民警卫队。他也没有指示任何联邦执法机构协助。由于部署国民警卫队的权力已下放给国防部，因此国防部长可以并最终部署国民警卫队。尽管有证据表明国防部文职领导层成员之间可能存在沟通不畅，从而影响了部署时间，但委员会并未发现任何证据表明国防部故意推迟国民警卫队的部署。特别委员会承认，国防部的一些人确实担心特朗普总统可能会非法下令使用军队来支持他推翻选举结果的努力，并建议他们谨慎行事[32]。

### 联邦选举妨碍案及诉讼
2021年2月，密西西比州联邦众议员本尼·汤普森对特朗普提起诉讼，指控特朗普煽动国会山骚乱。次月，加利福尼亚州联邦众议员埃里克·斯沃韦尔和两名美国国会警察也对特朗普提起诉讼，同样指控其煽动袭击事件。2022年12月19日，众议院1月6日特别委员会一致投票决定，将特朗普和约翰·伊斯特曼提交至美国司法部起诉。该委员会建议对特朗普提出四项指控：妨碍公务程序；密谋欺诈美国；密谋作出虚假陈述；以及企图“煽动”、“协助”或“帮助或纵容”叛乱。2023年8月1日，大陪审团在美国哥伦比亚特区联邦地区法院以四项罪名起诉特朗普，指控他在2020年总统选举后至国会山骚乱期间的行为：根据《美国法典》第18章密谋欺诈美国；根据2002年《萨班斯-奥克斯利法案》妨碍官方程序和密谋妨碍官方程序；以及根据1870年《执法法案》密谋侵犯权利。

## 相关问题
2023年8月，两位保守派法律学者威廉·鲍德和迈克尔·斯托克斯·保尔森在一篇研究论文中写道，由于特朗普试图推翻2020年美国总统选举的结果，美国宪法第十四修正案第三款取消了他参选总统的资格。保守派法律学者J·迈克尔·卢蒂格和自由派法律学者劳伦斯·特赖布很快在他们共同撰写的一篇文章中表示赞同，认为第三款的保护措施是自动的、“自我执行的”，不受国会行动的影响。2024年1月5日，美国最高法院同意对此案作出裁决。

### 可诉性和证据法
美国宪法第三条第二款的案件或争议条款规定：“（最高法院和国会规定和设立的下级法院的）司法权应适用于根据本宪法……（和）美国法律引起的所有普通法和衡平法案件”。国会研究处指出，最高法院在1998年“钢铁公司诉公民环境改善组织案”中要求，必须将标的物管辖权确立为可诉性的“门槛事项”，并在1992年卢汉诉野生动物保护者案案中确立了以下三部分测试，以确定诉讼资格：
1. 原告必须遭受了“事实上的伤害”——对受法律保护的利益的侵犯，并且该伤害是：（a）具体的和特殊的（即伤害必须以个人和个体的方式影响原告）；（b）“实际的或迫在眉睫的，而不是‘推测的’或‘假设的’”；
2. 伤害和被投诉的行为之间必须存在因果关系——伤害必须“公平地……可追溯到被告所质疑的行为，而不是……某些第三方未在法庭上独立采取的行动所导致的”。
3. 该损害将“通过有利的判决得到补救”，这必须是“可能的”，而不仅仅是“推测的”[50][49]。

国会研究处还指出，最高法院在1975年沃斯诉塞尔丁案中要求，原告必须“‘声称与争议的结果有个人利害关系’，以保证他有权援引联邦法院的管辖权，并有理由行使法院为其辩护的救济权力”。然而，最高法院在1989年阿萨科诉卡迪什案中指出，它“经常承认，宪法第三条的限制不适用于州法院，因此州法院不受案件、争议或其他联邦可诉性规则的限制，即使在处理联邦法律问题时，例如在它们被要求解释宪法时”。虽然最高法院关于非司法性的政治问题理论是在1803年马伯里诉麦迪逊案中确立的，但衡量争议是否构成政治问题的现代检验标准是在1962年贝克诉卡尔案中确立的，该标准有六项：
1. 以文本形式证明的宪法承诺将该问题提交给协调的政治部门；
2. 缺乏司法上可发现和管理的解决问题的标准；
3. 如果没有明确的非司法自由裁量权的初步政策决定，则没有做出决定的可能；
4. 法院不可能独立作出裁决，除非对政府协调部门缺乏应有的尊重；
5. 对已经做出的政治决定非质疑不可的坚持；
6. 不同部门就同一问题发表多种不同声明可能会造成尴尬[55][56]。

在确立司法审查的违宪回避原则时，最高法院在1936年的阿什万德诉田纳西河谷管理局案中制定了七条规则测试，用于判断涉及宪法问题的争议的可诉性：
1. 串谋诉讼规则：法院不会在友好、非对抗性的诉讼程序中裁定立法是否合宪，理由是裁定此类问题“仅在万不得已的情况下才是合法的，并且是解决个人之间真实、严肃和关键争议的必要手段。从未设想过通过友好诉讼，在立法机关中被击败的一方可以向法院提起对立法行为合宪性的调查。”
2. 成熟度：法院不会“在需要裁决宪法问题之前预先考虑该问题”。
3. 极简主义：法院不会“制定超出其适用的具体事实所要求的更广泛的宪法规则”。
4. 最后手段规则：如果还存在其他可以处理案件的理由，法院将不会对宪法问题作出裁决，即使记录已正确提出……如果可以根据两个理由的其中之一来裁决案件，一个涉及宪法问题，另一个涉及法规建设或一般法律问题，则法院将只裁决后者。
5. 地位；无意义：如果一个人未能证明自己因法令的实施而受到损害，法院将不会对法令的有效性作出裁决。
6. 宪法禁反言：法院不会根据已经享受过某项法令好处的人的请求，对某项法令是否符合宪法作出裁决。
7. 宪法回避准则：“当国会某项法案的有效性受到质疑时，即使对其合宪性提出严重质疑，一项基本原则是，本法院将首先确定是否可以合理地解释该法规，从而避免该问题。”[57][58]

除前述原始管辖权条款所涵盖的案件外，宪法第三条第二款的上诉管辖权条款规定“对上述所有其他案件，不论法律方面还是事实方面，最高法院具有上诉审管辖权，但须依照国会所规定的例外和规章”。在1988年比奇飞机公司诉雷尼案中，最高法院裁定，根据国会于1975年颁布的《联邦证据规则》第803条，载有事实认定的公开或机构报告“在一审中假定可采性”作为法院证据，并建立了一个四部分非排他性测试，以确定此类报告在受到质疑时作为可采证据的可信度：
1. 调查的及时性；
2. 调查员的技能或经验；
3. 是否举行了听证会；
4. 为应对可能的诉讼而准备报告时可能存在的偏见。[64]

### “合众国官员”
2022年9月，国会研究处发布了一份关于第三款的报告，其中引用了休斯顿南德克萨斯法学院教授乔希·布莱克曼和梅努斯大学法学教授塞思·巴雷特·蒂尔曼共同撰写的一篇评论文章（该文章又总结了布莱克曼和蒂尔曼共同撰写的一篇法律评论文章），指出总统职位并未明确包含在第三款的文本中，因此可能不受该条款条款的约束。布莱克曼和蒂尔曼指出，由于特朗普从未宣誓就职为国会议员，也从未宣誓就职为州议员、州行政长官或司法官员，而只宣誓就职为总统，因此，只有当总统是“合众国官员”时，特朗普才会根据第三款被取消资格。

#### 任命条款及其他条款
布莱克曼和蒂尔曼援引最高法院大法官约瑟夫·斯多利撰写的《美国宪法评注》指出，考虑到“合众国官员”（officer of the United States）和“合众国下的职务”（office under the United States）这两个词组在宪法第一条、第二条和第六条中的用法，总统不是美国政府官员。他们认为，这两个词组是指联邦政府内不同类别职位的法律术语。布莱克曼和蒂尔曼进一步指出，前一个词组排除了联邦政府所有立法部门的官员，根据1867年密西西比州诉约翰逊案、1867年合众国诉哈特韦尔案、1888年合众国诉穆阿特案以及2010年自由企业基金诉上市公司会计监督委员会案的裁决，联邦政府的民选官员不属于“合众国官员”之列。另外在1788年批准的联邦宪法和在1868年批准的宪法第十四修正案二十年后作出的穆阿特裁决之间，“合众国官员”的含义没有任何变化。基于他们发表的法律评论文章，布莱克曼和蒂尔曼还合作撰写了一篇法律评论文章，回应鲍德和保尔森。
布莱克曼和蒂尔曼援引以下事实：1787年制宪会议的格式委员会将第二条第一款总统继任条款中的“合众国官员”缩写为“Officer”，并将第二条第四款弹劾条款中的“总统、副总统和合众国的其他文职官员”改为“总统、副总统和合众国的所有文职官员”，以此证明制宪者并未滥用“合众国官员”和“合众国下的职务”等词组。尽管宪法第二条第一款的总统选举人条款规定，“任何……在合众国境内担任公职的人……不得被任命为选举人”，第六条的无宗教信仰测试条款规定，“不得将宗教信仰测试作为担任美国境内任何公职的资格”，第一条第三款的弹劾取消资格条款规定，联邦弹劾审判中的定罪将延伸至“取消担任和享受合众国境内任何公职的资格”，但布莱克曼和蒂尔曼辩称，根据宪法前七条，民选官员并不担任“合众国境内的公职”，并且他们对第三款中总统和副总统是否属于“合众国境内的公职”不发表任何立场。
布莱克曼和蒂尔曼还声称，众议院书记官和参议院秘书并未根据宪法第六条的宣誓或确认条款进行就职宣誓。相反，安东宁·斯卡利亚法学院教授詹妮弗·L·马斯科特在考察了第1届美国国会的任命实践，并使用语料库语言学分析了《联邦党人文集》、《反联邦党人文集》、《艾略特辩论集》、《法兰德记录》、词典编纂者内森·贝利编纂的《通用词源英语词典》以及其他同时代词典后，辩称第二条第二款任命条款中使用的“官员”一词的原始公共含义涵盖任何负有持续政府职责的政府官员，并且可能扩展到目前未被任命为第二条官员的官员。迈尔斯·S·林奇援引马斯科特的观点，在2021年发表于《威廉与玛丽权利法案杂志》的一篇法律评论文章中指出，目前关于某个职位属于美国公务员还是联邦政府雇员的决定性案例是1976年的巴克利诉瓦莱奥案。在该案中，最高法院裁定，“任何根据美国法律行使重大权力的任命人员均称为‘合众国官员’”。
2007年，法律顾问办公室发布一份意见，根据任命条款审查了巴克利诉瓦莱奥案的判决。该意见认为：“由法律授权代表联邦政府部分主权权力且‘持续’任职的职位，即为联邦公职……（并且）担任此职位的人必须是……‘合众国官员’”。马斯科特指出，法律顾问办公室和最高法院在巴克利诉瓦莱奥案之后的案件中扩展了“官员”一词的原始公共含义，将第一届美国国会不会视为“官员”的职位也纳入其中，但也将其原始公共含义限制为仅包括被“大量”授予主权权力的职位。
林奇认为，马斯科特关于“官员”一词原始公共含义的结论，与最高法院在1878年合众国诉哈特韦尔案和合众国诉杰曼案中关于何种职位符合“官员”资格的裁决中确立的功能主义和形式主义检验标准相一致。林奇根据最高法院在合众国诉哈特韦尔案、合众国诉杰曼案和巴克利诉瓦莱奥案中的意见、2007年法律顾问委员会的意见以及马斯科特的研究，认为总统和副总统是“合众国下的职务”，总统和副总统是“合众国官员”，并明确总统职位被授予美国主权权力的一部分，在一段时间内持续行使，且两个职位都是由通过宪法规定的程序获得该职位的人担任。
总统继任条款授权国会通过立法，处理总统和副总统职位同时空缺的情况，并规定国会应“宣布哪位官员……代理总统，该官员应据此行事”。根据总统继任条款，美国第二届国会通过了1792年《总统继任法案》，将众议院议长和参议院临时议长纳入总统继任顺序。国会研究处和政府连续性委员会指出，该条款中“官员”一词的使用在当时的国会引发了关于将立法部门官员纳入总统继任顺序是否合宪的争论。该法案的反对者（包括詹姆斯·麦迪逊）认为，条款中“官员”一词指的是“合众国官员”，而合众国官员仅限于行政部门官员。第49届美国国会通过1886年《总统继任法案》，将议长和临时总统从总统继任顺序中移除。此后，第80届美国国会根据1947年《总统继任法案》恢复了这两个职位的总统继任顺序。
虽然国会在就这两项法案进行辩论时，重新探讨了将立法部门官员纳入总统继任顺序是否合宪，但第80届美国国会考虑到1792年《总统继任法案》在被废除前已生效94年，且与总统继任条款同时生效，而且支持该法案的第二届美国国会议员中也有人是制宪会议代表，因此恢复了将立法部门官员纳入总统继任顺序的提议。此外，第80届美国国会还考虑了最高法院在1916年拉马尔诉合众国案中的裁决，该裁决认为，众议院议员属于美国政府官员，维持了根据联邦刑法对冒充美国政府官员进行欺诈定罪的判决。在宪法第十七修正案批准之前，参议员是根据宪法第一条第三款由州立法机构通过间接选举选出的，詹姆斯·麦迪逊在《联邦党人文集》第62篇中四次将间接选举称为“任命”。然而，里士满大学法学院教授库尔特·T·拉什和国会研究处指出，在参议院以缺乏管辖权（部分原因是参议院已经驱逐了布朗特）为由驳回众议院于1797年提出的针对田纳西州参议员威廉·布朗特的弹劾条款之前，参议院曾否决了一项决议，即参议员是“合众国的文职官员”，可受到弹劾。
在1875年的迈纳诉哈珀塞特案中，最高法院在附带意见中将总统与副总统和国会议员一起列为“合众国民选官员”。在合众国诉伯尔案中，首席大法官约翰·马歇尔以弗吉尼亚州巡回法官的身份主持该案指出：“根据美国宪法，总统以及任何其他政府官员，都可能被弹劾……”。乔治梅森大学法学教授伊利亚·索明认为，美国宪法第二条第四款的弹劾条款将总统排除在“美国文职官员”之外，是因为根据美国宪法第二条第二款，总统是美国武装部队总司令；任命条款中“任命”一词与“选举”一词并不互相排斥；总统的就职宣誓实际上就是任命总统；而布莱克曼和蒂尔曼关于总统职位不是“美国政府的职位”的论点将导致这样的结论：被弹劾和被定罪的联邦政府官员仍然可以担任总统，但不能被任命担任较低联邦政府职位。此外，根据宪法第十二修正案，“任何宪法上无资格担任总统的人都无资格担任副总统”，因此，副总统的资格要求与总统相同。
任命条款规定：“总统应提名并经参议院建议和同意，任命大使……以及合众国所有其他官员，其任命在本宪法中未另有规定……但国会可以……将下级官员的任命权……仅授予总统”，而宪法第二条第三款的委任条款规定：“总统应委任合众国所有官员”。宣誓或确认条款规定：“前述参议员和众议员……以及合众国所有行政和司法官员……均应宣誓或确认，拥护本宪法”。虽然宣誓或确认条款并未明确要求副总统宣誓就职，但美国第一届国会根据宣誓或确认条款通过的《宣誓管理法》（目前仍然有效）规定，“……上述宣誓或确认……（第六条所要求的）……应由（参议院议长）进行”，而根据宪法第一条第三款，副总统即为参议院议长。在《联邦党人文集》第68篇中，亚历山大·汉密尔顿四次将美国选举团对总统和副总统的间接选举描述为“任命”。
此外，从1788年到1828年的每次总统选举中，多个州的立法机构都通过自由任命的方式而不是民意调查来选出总统选举人；而南卡罗来纳总议会在1860年之前的每次总统选举中都采取这一方式；佛罗里达议会和科罗拉多总议会分别在1868年和1876年通过自由任命的方式选出总统选举人。实际上，总统选举人条款除了明确禁止国会议员担任总统选举人外，还禁止所有联邦政府雇员担任总统选举人。宪法第二条第一款的国内薪酬条款规定“总统应在规定的时间，就其当选期间的服务获得报酬……”，目前总统和副总统的年薪分别为40万美元和23.51万美元。虽然美国宪法第一条第二款的众议院官员条款并未明确要求众议院议长必须是众议院议员，但所有议长都是众议院议员，而1947年《总统继任法案》的条文假定议长是众议院议员。根据《美国宪法》第一条第六款的资格限制条款，议长在继任总统时必须辞职。
资格限制条款规定，“参议员或众议员在其当选任期内，不得被任命为美国政府下的任何文职公职……且任何在美国政府下担任任何公职的人，在其任职期间不得担任任何一院的议员。”尽管众议院书记官不是众议院议员，且参议院秘书也从未担任过现任参议员，但《宣誓管理法》规定，“（第六条所要求的）宣誓或确认……应由……议长……和[书记官]进行”，并且“参议院秘书……应……进行（第六条所要求的）宣誓或确认”。在2014年全国劳工关系委员会诉诺埃尔·坎宁案中，最高法院裁定，美国宪法第二条第二款的休会任命条款并未授权总统在参议院举行形式会议期间作出任命。最高法院援引了1819年马伯里诉麦迪逊案和麦卡洛克诉马里兰州案的结论，认为“长期以来的‘政府惯例’……可以为‘什么是法律’的认定提供依据”。
在麦卡洛克诉马里兰州案中，最高法院支持国会于1816年根据宪法第一条第八款的必要及适当条款颁布美国第二银行章程的权力，并指出第一届美国国会曾积极辩论颁布美国第一银行章程是否符合宪法，但“在先是公平公开的辩论中遭到抵制，随后又在行政内阁中遭到抵制……（该法案）于1791年成为法律”，且由于该法律“是对宪法的阐述，由立法行为刻意确立……（并且）不容轻易忽视”，法院得出结论，在麦卡洛克案裁决作出时，国会是否有权成立银行“几乎不能被视为一个悬而未决的问题”。拉什与布莱克曼和蒂尔曼一致认为，第三款将总统排除在外，第二条弹劾条款将总统排除在“合众国文职官员”之外，第四款的规定使得人们得出结论，认为总统不是合众国官员。
布莱克曼和蒂尔曼还辩称，由于总统没有根据宣誓或确认条款进行就职宣誓，而且第二条第一款规定的总统就职宣誓词中没有包含“支持”一词，因此总统不受第三款条款的约束。相反，国会研究处认为，总统就职誓言的文本在第二条第一款中有明确规定，并不意味着它不是符合誓言或确认条款或第三款规定的就职誓言；同时，如果总统就职誓言使总统免受第三款以及无宗教测试条款中关于担任“合众国下的职务”资格的禁止宗教测试的约束，而副总统仍需同时受第三款和无宗教测试条款的约束，这将是不正常的。宪法第一修正案的政教分离条款还规定“国会不得制定关于确立一种宗教的法律”。
约翰·弗拉霍普拉斯在2023年5月被《英国美国法律研究杂志》接受的一篇法律评论文章中，注意到布莱克曼和蒂尔曼关于前七条中“合众国官员”和“合众国下的职务”含义的论点，并指出这些词语在19世纪的使用中也包括总统职位，他引用了1834年外交委员会的一份报告，该报告的结论是第一条第九款的外国薪酬条款适用于总统。外国薪酬条款规定“任何在美国任职的人员，未经国会同意，不得接受任何国王、王子或外国的任何礼物、薪酬、职位或头衔。”此外，与布莱克曼和蒂尔曼案相反，弗拉霍普拉斯援引了合众国诉穆阿特案中最高法院的判决，裁定“任何在美国就业或任职的人员”都是“在美国政府任职的人员”。国会研究处指出，宪法共25次将总统称为“职务”，因此，鲍德和保尔森、弗拉霍普拉斯和马里兰大学法学院教授马克·A·格雷伯都认为，总统职位必须是“合众国下的职务”，总统必须是“合众国官员”，皆遵循文本的简单含义。

#### 第三款的起草和批准历史
国会研究处报告援引印第安纳大学法学院教授杰拉德·马格里奥卡撰写的一篇法律评论文章，指出在宪法第十四修正案第三款起草过程中，马里兰州参议员雷弗迪·约翰逊和缅因州参议员洛特·M·莫里尔在国会辩论的一次交流中得出结论，总统更有可能是根据该条规定应被取消资格的合众国官员：
（约翰逊先生）……我认为这些先生中没有一个人不能当选美国总统或副总统，为什么您没有把他们排除在外？我不认为他们被排除在担任国家赋予的两大最高职位的特权之外。……
莫里尔先生。请参议员注意“或在美国担任任何文职或军职”这几个字。
约翰逊先生。关于被排除在总统职位之外，我的看法或许是错误的；毫无疑问，我是错的；但我注意到参议员和众议员的具体情况被误导了。……
——1866年5月30日第39届国会第1届会议《国会环球报》（参议院版）第2899页
与马格里奥卡一样，鲍德和保尔森引用了参议员约翰逊和莫里尔之间的对话来反驳布莱克曼和蒂尔曼的论点，并进一步指出，布莱克曼和蒂尔曼的论点“令人难以置信地在语言上吹毛求疵”。弗拉霍普拉斯认为，根据第三款的规定，总统是合众国官员，总统职位是合众国下的一个职位。他引用了1862年制定的絕對忠誠誓詞中的一段话，该誓言规定：“除美国总统外，所有在美国政府下当选或被任命担任任何荣誉或有偿职位的人，无论是在文职、陆军还是海军公共服务部门”。弗拉霍普拉斯认为，这承认了总统职位是“合众国下的一个职位”。林奇同样引用了絕對忠誠誓詞来论证总统是合众国官员，还引用了美国哥伦比亚特区巡回法院的一项裁决，该裁决在最高法院于1838年在肯德尔诉美国前法官斯托克斯案中维持原判，称“总统本人……只不过是美国的一名官员”。
拉什指出，斯多利在《评论》中引用了布朗特弹劾案审判，指出联邦政府的总统、副总统和国会议员并非“合众国的文职官员”。拉什认为，宪法第十四修正案第三款的制定者接受了斯托里对布朗特弹劾案的分析，并将其视为权威分析，并在宪法第十四修正案批准期间的报纸报道中广泛引用。拉什则认为，鉴于雷弗迪·约翰逊对布朗特弹劾案的熟悉，他在与莫里尔的交流中遵循了“一致表达”原则。相反，格雷伯指出，提交给第39届美国国会的一份国会报告得出结论：“稍加考虑此事就会发现，‘合众国官员’和‘合众国下的职位’等称谓……在宪法中被‘滥用’。”格雷伯在《国会环球报》上调查国会辩论后指出，在起草宪法第十四修正案期间，没有国会议员认为总统的就职宣誓与宣誓或确认条款要求的就职宣誓之间存在任何区别，参与起草的大多数国会议员通常将总统称为“合众国官员”，将总统职位称为“合众国下的职位”。
同样，弗拉霍普拉斯表示，国会议员认为总统的就职宣誓与宣誓或确认条款要求的就职宣誓之间没有区别。弗拉霍普拉斯辩称，“合众国官员”和“合众国下的职位”这两个词组之间存在“本质上的和谐”，因此可以得出结论，总统是“合众国官员”，而总统职位是“合众国下的职位”。拉什指出，共和党国会议员嘲笑安德鲁·约翰逊总统将总统称为“美国首席民事行政官”（chief civil executive officer of the United States），但弗拉霍普拉斯指出，从乔治·华盛顿到詹姆斯·加菲尔德，历任总统通常被公众以及第39届美国国会特指为“美国第一行政官”（first executive officer of the United States）和“美国首席行政官”（chief executive officer of the United States），并在总统选举过程中，根据宪法规定担任行政部门首脑。此外，最高法院在1982年尼克松诉菲茨杰拉德案中指出，根据美国宪法第二条第一款的授权条款授予的行政权“确立了总统作为行政部门首席宪法官员的地位”。
鉴于参议员雷弗迪·约翰逊和洛特·莫里尔就第三款的争论，马格里奥卡辩称，国会无意、而且当时的公众也不会理解第三款的文字意味着杰斐逊·戴维斯不能担任众议员或参议员，但可以在担任邦联总统后担任美国总统。林奇同样认为，第三款的制定者和公众不太可能理解该文字意味着前邦联成员可以当选总统。而格雷伯则认为，国会关于第十四修正案起草工作的辩论表明，该条款的明确目的是阻止前邦联官员担任联邦公职。弗拉霍普拉斯还引用了约翰逊和莫里尔的交流以及同期报纸对第十四修正案起草和批准辩论的报道，这些报道明确地在第三款的背景下提到了杰斐逊·戴维斯，以论证第三款适用于总统职位。相反，拉什认为，国会关于第三款的辩论和批准辩论的重点是阻止杰斐逊·戴维斯重返国会，以及阻止总统选举人投票给戴维斯而不是戴维斯担任总统或副总统。
拉什援引肯塔基州众议员塞缪尔·麦基起草的第十四修正案提案，其中明确将总统和副总统列入被取消资格者不得担任的职位之列。拉什辩称，总统和副总统是被故意从第三款的文本中省略的。然而，国会研究处指出，麦基提案的文本并未出现在起草第十四修正案的重建联合委员会的期刊中，而是被提交给了众议院司法委员会。国会研究处还指出，麦基的提案从未在国会获得投票，也没有明确的直接证据表明该提案曾被考虑过。国会研究处还指出，马萨诸塞州众议员乔治·S·鲍特韦尔提交的一项要求取消“合众国下的任何公职”资格的法案也从未在国会获得投票，最终包含在第三款中的措辞是新罕布什尔州参议员丹尼尔·克拉克起草提案的编修后版本，该提案由密歇根州参议员雅各布·M·霍华德提出，此前雷弗迪·约翰逊成功提议将第三款从最初提交给参议院的第十四修正案提案中删除。
弗拉霍普拉斯还引用了司法部长亨利·斯坦伯里于1867年发布的两份官方法律意见，这些意见涉及联邦法规，将在第十四修正案批准之前执行第三款。意见认为，根据文本的字面含义，该条款中的“州行政和司法官员”包括州长，而总统符合斯坦伯里意见中“合众国官员”的定义。宾夕法尼亚州众议员撒迪厄斯·史蒂文斯在众议院最后一次辩论中就第三款最终草案发表评论时表示：“第三款已被彻底改变，用剥夺某些高级军官的任职资格来取代所有叛乱分子在1870年之前的选举权。我认为这并不能算作进步……在我看来，这危及了国家政府，包括州政府和联邦政府；并可能将下届国会和总统交给重新组建的叛乱分子。”拉什援引史蒂文斯的话得出结论，第三款是否适用于总统的就职宣誓及是否禁止个人担任总统尚不明确，但他承认第三款可以理解为包括总统。国会研究处重申了约翰逊参议员和莫里尔参议员之间的交流，认为第十四修正案的起草历史可能会削弱总统和副总统被故意从第三款中删除的推论。

### “作乱或反叛”
在2022年9月关于第三款的报告中，国会研究处指出，宪法没有定义什么是作乱或反叛，但第一条第八款的民兵条款授权国会通过法律“规定召集民兵执行联邦法律和镇压叛乱”，而鲍德和保尔森则指出，第一条第九款规定“人身保护令的特权不得中止，除非在叛乱或入侵情况下公共安全可能需要中止”。国会研究处、鲍德、保尔森以及林奇指出，国会根据民兵条款通过了《反叛乱法》和《民兵法》，《反叛乱法》和《民兵法》授权总统使用民兵和武装部队防止“非法阻挠、联合或集会或反抗美国权威的叛乱，使得在任何州通过正常司法程序执行美国法律变得不切实际”，且《反叛乱法》修正案授权使用武装部队镇压试图“反对或妨碍执行美国法律，或妨碍根据这些法律进行司法公正”的叛乱。根据第十二修正案的要求，并由《选举计数法》和《选举计数改革法》实施，国会研究处和格雷伯指出，选举人团计票可以说符合执行美国法律的条件。在2024年菲舍尔诉美国案中，大法官艾米·康尼·巴雷特撰写的不同意见书指出，最高法院并未认定选举人团计票不是《萨班斯-奥克斯利法案》规定的正式程序。
在关于多尔叛乱结束后在罗德岛建立的州政府和宪法或根据罗德岛皇家宪章运作的州政府，是宪法第四条第四款保证条款项下合法的州政府的争议中，最高法院在1849年的路德诉博登案中裁定，该争议是一个政治问题，只能由国会决定。国会研究处援引最高法院在路德诉博登案中的裁决，认为《叛乱法》通常将判定民间骚乱是否构成叛乱的决定权留给总统，但根据第三款，总统可以援引该法判定其为叛乱，并取消其资格。鲍德和保尔森援引最高法院在1863年“普莱斯案”中的裁决，指出“这场最大规模的内战并非由民众骚乱、喧嚣集会或地方无组织的叛乱逐渐发展起来……（而是）在战争的全面爆发中突然爆发。总统有义务以呈现的形式应对，而不必等待国会为其命名”。相反，格雷伯对宪法第十四修正案批准前联邦和州关于叛乱的判例法进行研究，指出联邦和州法院从未要求检察官在与叛乱相关的案件中提供总统公告发布的证据。
国会研究处还表示，总统援引《反叛乱法》可能并非必要，即可将某一事件定性为叛乱，原因是民兵条款和宪法第十四修正案第五款可能也赋予国会立法权，可以将某一事件定性为叛乱，以便根据第三款确定是否取消其任职资格。虽然最高法院在1827年的马丁诉莫特案中裁定“决定民兵条款和 1795 年民兵法所设想的紧急情况是否已经发生的权力，完全属于总统，他的决定对所有其他人具有决定性作用”，但林奇辩称，国会或法院不太可能仅仅因为总统判断叛乱是否因潜在的滥用权力而发生，就允许根据第三款取消公职人员的资格。鲍德和保尔森引用普莱斯案件的判例，指出“反对政府的起义可能会或可能不会发展成有组织的叛乱，但内战总是始于反对政府合法权威的起义”，并认为“作乱”和“反叛”在法律上是不同的。1828年和1864年版的《美国英语词典》、1860年精简版的《韦氏词典》以及1868年出版的第12版《布维尔法律词典》中对“作乱”和“反叛”的定义，都表明“作乱”和“反叛”在法律上是不同的。
鲍德和保尔森认为，结合亚伯拉罕·林肯的第一次就职演说和1861年7月4日致国会的咨文，《绝对忠诚誓词》以及《第二次没收法案》第二条和第三条的文本，有助于理解第三款中“作乱”和“反叛”的原始含义。1862年，第37届美国国会为第38届美国国会新任议员通过了《绝对忠诚誓词》，誓词如下：
我，A. B.，郑重宣誓（或确认）：自成为美国公民以来，我从未主动拿起武器对抗美国；我从未主动向任何参与武装敌对行动的人提供任何援助、支持、建议或鼓励；我从未寻求、接受或试图在任何敌视美国的机构或假装的机构下担任任何职务；我从未主动支持任何在美国境内敌视或敌视美国的假装政府、机构、权力或宪法。我进一步宣誓（或确认）：我将尽我所知和所能，支持和捍卫美国宪法，抵御一切国内外敌人；我将对美国宪法保持真诚的信仰和忠诚；我自愿承担此义务，没有任何心理保留或逃避的目的，并将忠实履行我即将就任的职务，愿上帝保佑我。
《第二次没收法案》第二条和第三条也于1862年通过，比宪法第十四修正案通过早6年，该法规定：
第二条 如果任何人今后煽动、发起、协助或参与任何反对美国当局或美国法律的叛乱或起义，或为其提供援助或支持，或参与、协助和支持任何此类现有的叛乱或起义，并因此被定罪，则该人应处以不超过十年的监禁，或处以不超过一万美元的罚款，并释放其所有奴隶（如有）；或由法院酌情决定同时处以上述两种惩罚。
第三条 凡犯有本法所述罪行的人将永久丧失担任美国政府任何公职的能力和资格。
鲍德和保尔森列举了一些例子：乔治·华盛顿在威士忌暴乱期间，约翰·亚当斯在弗里斯暴乱期间，米勒德·菲尔莫尔在克里斯蒂安娜暴乱期间，亚伯拉罕·林肯在萨姆特堡战役后呼吁75,000名志愿者参战的总统公告，尤利西斯·S·格兰特在1873年科尔法克斯大屠杀和1874年自由广场战役后，1874年布鲁克斯-巴克斯特战争期间，1875年维克斯堡惨案中，1871年在南卡罗来纳州的两次暴乱中，以及1876年汉堡惨案、埃伦顿惨案以及南卡罗来纳州的其他内乱中均援引了《反叛乱法》。关于克里斯蒂安娜暴乱、特纳起义、约翰·布朗突袭哈珀斯渡口，以及其他干扰1850年和1851年在波士顿和1859年在威斯康星州执行《1850年逃奴追缉法》的暴乱，鲍德和保尔森指出：“这些反叛者和起义者是在与极不公正的法律作斗争，但毫无疑问，他们也犯下了许多暴动行为。为了正义事业的反叛仍然是反叛。”格雷伯在附录中指出：“从建国到重建时期，司法当局都坚持认为，暴乱或叛国罪的审判并不取决于对法律的投诉是否公正……动机是道德而非金钱，这是将暴乱转化为暴动的一个因素。”
在国会就宪法第十四修正案进行辩论期间，西弗吉尼亚州参议员彼得·G·范温克尔在提及第三款时表示：“这将写入我们的宪法，并将适用于未来的叛乱以及现在的叛乱；我希望这一点能够得到明确的理解。”而林奇、弗拉霍普拉斯和格雷伯则认为，虽然第三款的早期草案将其适用范围限制在南北战争时期，但由于担心前邦联成员在战后参与作乱或反叛，最终的措辞被扩大到追溯和前瞻性地包括作乱或反叛。相反，拉什认为，从第三款的起草历史来看，关于该条款是打算未来适用还是仅适用于南北战争的证据并不充分，丹尼尔·克拉克提出的第三款提案省略了对未来叛乱的提及，而公众对第三款的理解（根据当时的报纸报道以及国会议员和州长在1866年中期选举期间的公开评论）是，第三款仅适用于南北战争。
与第三款是否适用于总统就职宣誓和总统任期一样，拉什的结论是，尚不清楚第三款是未来适用还是仅适用于南北战争，同时也承认该条款可以被解读为暗示前一种可能性。虽然国会研究处、鲍德和保尔森、林奇和马格利奥卡指出，国会随后根据第三款的三分之二多数要求，在1872年通过了《大赦法》，并在1898年通过一项大赦法，对规定国会执行第三款的1870年《执行法》进行了修订，但国会研究处还指出，美国联邦第四巡回上诉法院在针对北卡罗来纳州众议员麦迪逊·考索恩提起的第三款诉讼中裁定，《大赦法》仅具有追溯力，而不具有前瞻性，因为只有在该法颁布之前的行为才有资格获得大赦，而在该法颁布之后的行为则没有。
基于众议院第二次特朗普弹劾案和参议院弹劾审判中同时多数支持该唯一条款，以及国会金质奖章法案于2021年8月通过，鲍德和保尔森认为，国会实际上已将国会山骚乱定性为叛乱，而格雷伯则认为，国会山骚乱符合第十四修正案之前的联邦和州判例法中“叛乱”的定义。鲍德和保尔森得出结论：“如果公开记录准确无误，此案就毫不悬念了。唐纳德·特朗普不再有资格担任总统，或宪法规定的任何其他州或联邦公职。”格雷伯认为，如果唐纳德·特朗普的行为如众议院特别委员会最终报告中第九、第十和第十一项核心调查结果所述，是故意且明知地支持国会山骚乱，那么他的行为符合联邦和州判例法规定的参与叛乱的标准，并且如果这些调查结果在关于特朗普总统资格适用第三款的听证会上得到证实，则这些调查结果足以根据第三款取消特朗普的总统任职资格。

### “向敌人提供援助和安慰”
与鲍德和保尔森的观点一致，国会研究处指出，美国宪法第三条第三款的叛国条款规定“叛国罪仅包括对美国发动战争，或依附其敌人，给予他们援助和安慰”，并使用第三款的措辞来描述符合取消资格条件的罪行。国会研究处之后引用了最高法院在1945年克莱默诉美国案和1947年豪普特诉美国案中的裁决，指出与某人简单的交往不足以构成“给予援助或安慰”，但即使提供相对较少的物质支持的行为也符合条件。林奇指出，最高法院在克莱默诉美国案中表示“没有任何证据表明……援助和安慰的范围比其公认且既定的含义更窄”，这一点由《1351年叛逆法令》确立。国会研究处以及鲍德和保尔森援引了“普利策案”的结论，认为美利坚联盟国公民虽然不是外国人，但根据战争法，他们符合“敌人”的资格。鲍德和保尔森援引了最高法院在“普利策案”中的陈述：“这仍然是一场内战，交战各方处于敌对状态，因为一方可能称之为‘叛乱’，而叛乱分子可能被视为叛徒。”
亚历山大·汉密尔顿在《联邦党人文集》第78篇中写道：
在两部相互矛盾的法律之间做出裁定时，司法自由裁量权的行使，在一个常见案例中得到了体现。同时存在两部法规全部或部分地相互冲突，且均未包含任何废除条款或表述是经常发生的情况。在这种情况下，法院的职责是厘清并确定其含义和运作。只要它们能够通过合理的解释相互协调，理性和法律就会共同决定这样做；如果无法协调，就必须执行其中一部法规，而排除另一部法规。法院在确定其相对有效性时所采用的规则是，按时间顺序排列的后一部法规应优先于先一部法规。但这仅仅是一条解释规则，并非源于任何实证法，而是源于事物的性质和理性。这条规则并非立法条文强制法院执行，而是法院自身采纳的，认为其符合真理与正当性，用于指导他们作为法律解释者的行为。他们认为，在一个同等权威机构的相互干扰的法令中，最终体现其意志的法令应具有优先权纯属合理。
鲍德和保尔森援引《联邦党人文集》第78篇中的汉密尔顿以及最高法院在宪法第十一修正案批准前后对1793年奇泽姆诉佐治亚州案和1798年霍林斯沃思诉弗吉尼亚州案的裁决，认为第三款取代或限制了任何可能与其相冲突的先前宪法条款，并特别援引了第一修正案中的言论自由条款。鲍德和保尔森还引用了《绝对忠诚誓词》和《第二次没收法案》的文本，认为第三款中的“敌人”是指“国内外敌人”，而“给予援助或安慰”包括提供间接物质援助。国会研究处、鲍德、保尔森、格雷伯和林奇列举了1867年众议院将肯塔基州的约翰·杨·布朗和约翰·邓肯·杨排除在外的案例，原因是众议院认定二人的口头或印刷言论符合取消资格的条件。鲍德和保尔森还引用了亚伯拉罕·林肯于1863年6月12日写给纽约州众议员埃拉斯图斯·康宁的公开信，该信件支持军方逮捕前俄亥俄州众议员克莱门特·瓦兰迪加姆，以支持他们认为第三款符合言论自由条款的论点。鲍德、保尔森、格雷伯和林奇列举了1867年将前财政部长菲利普·弗朗西斯·托马斯排除在参议院之外的案例，作为因“给予……敌人援助或安慰”而被取消资格的例子。
国会研究处、鲍德、保尔森、格雷伯和林奇还指出，威斯康星州众议员维克多·L·伯格尔于1919年根据《1917年间谍法》被判叛国罪，并根据宪法第十四修正案第三款被剥夺众议院议员资格并被免职。随后，最高法院在1921年“伯杰诉美国案”中推翻了对伯杰的定罪，伯杰于1923年至1929年再次当选并任职。格雷伯进一步指出，伯杰曾因反对美国参加第一次世界大战并呼吁抵制征兵而被触犯《间谍法》。众议院发布的一份报告驳斥了伯杰关于第三款仅适用于前邦联成员的说法，指出：“整个第十四修正案都是内战的产物，这完全是事实……但同样真实的是，其中的规定适用于所有时代……令人难以置信的是，众议院在宪法中没有这样一项明文规定，它一再主张有权将不忠诚的当选议员开除出院，却无视这项已在国家基本法中存在了半个多世纪的明确禁令。”
布莱克曼和蒂尔曼辩称，由于参与暴动或叛乱与援助或安慰敌人在宪法第三款的文本上是截然不同的，因此鲍德和保尔森将参与暴动或叛乱与援助或安慰敌人混为一谈，实际上将“援助或安慰暴动”定为刑事犯罪，而这在第三款的文本中并未出现。相反，国会研究处指出，虽然根据《美国法典》第18卷第2383条或第2381条分别对暴动或叛国罪进行刑事定罪，大概足以确定特定个人是否根据第三款被取消资格，但就第三款取消资格而言，“暴动”和“叛乱”的定义不一定受法规限制。同样地，林奇认为，根据第2383条定罪作为宪法第三款取消资格的必要条件并不是一个模范标准，因为没有明显的案例表明被告曾根据第2383条被定罪，而该法规也不包括联邦承认的针对州政府的叛乱或起义。第2383条是《第二没收法》第二条和第三条的编纂版本，该版本在1874年的《美国修订法规》、1909年随后的联邦刑法编纂中给予保留，并最终在1948年的《美国法典》中给予保留，但该条仅适用于“合众国下的职务”（即联邦职务）的取消资格，而第三条也适用于州公职的取消资格。
同样，第2381条是《第二次没收法案》第一条和第三条以及最终通过同一法典得以保留的《1790年刑事法》第一条的法典化版本，并且该条也仅适用于取消联邦公职资格，而不适用于取消州公职资格。在1807年博尔曼案中，最高法院指出：“如果一群人实际上是为了以武力实现叛国目的而集结，则所有参与其中的人，无论其参与程度多么微小，或距离行动现场多么遥远，并且实际上参与了整个阴谋，都应被视为叛徒”。格雷伯援引了博尔曼案、美国诉伯尔案、普雷泽案、1795年美国诉维戈尔案、1795年美国诉米切尔案以及1864年瓦兰迪格姆案，并研究了宪法第十四修正案批准之前联邦和州关于叛乱和叛国罪的判例法，认为“叛乱”和“叛国罪”的原始公共含义被理解为任何为了公共目的以武力抵抗联邦法律的集会，而“参与”叛乱被广泛理解为包括扮演任何试图阻碍联邦法律执行的角色。在1969年布兰登伯格诉俄亥俄州案中，最高法院确立了一项两部分的测试来判定言论是否构成煽动，且该言论符合以下条件，则不受美国宪法第一修正案的保护：
1. “旨在煽动或导致即将发生的违法行为”；以及
2. “可能煽动或导致此类行为”[284][285][286]。

2022年11月，新墨西哥州最高法院维持了新墨西哥州地区法院法官弗朗西斯·J·马修于2021年9月根据宪法第十四修正案第三款对奥特罗县委员会专员库伊·格里芬的免职决定，并终身取消其公职资格。此前的2022年3月，美国哥伦比亚特区联邦地区法院法官特雷弗·N·麦克法登裁定格里芬在国会山骚乱中非法侵入罪名成立。新墨西哥州最高法院于2023年2月重申其判决。美国最高法院于2024年3月驳回格里芬的上诉。
截至2022年12月，与国会山骚乱有关的910多名被告中，约有290人被控妨碍公务，其中70多人被定罪。2023年12月，美国哥伦比亚特区联邦巡回上诉法院合议庭作出裁决，推翻美国哥伦比亚特区联邦地区法院法官卡尔·J·尼科尔斯的裁决，即妨碍公务仅限于篡改文件，最高法院在2024年“菲舍尔诉美国案”中批准了调卷令。2024年6月，最高法院在菲舍尔案中裁定，根据《萨班斯-奥克斯利法案》妨碍官方程序的行为仅限于篡改用于官方程序的物证。

### 第三款的执行

#### 自行执行或国会强制执行
国会研究处在其2022年9月关于第三款的报告中指出，宪法第三款是否“自行执行”尚不明确，且并未建立确定特定人员是否根据其条款被取消资格的程序，且国会尚未通过立法来制定此类程序。第六条的至高条款规定：“本宪法和依据本宪法制定的合众国法律……为国家最高法律；各州法官均应受其约束，即使任何州的宪法或法律中有任何与之相反的规定。”鲍德和保尔森引用至高条款，认为第三款“在法律上自行执行”，原因是不需要额外的立法来使其生效并具有法律效力。在论证其条款具有法律上的自动执行性时，鲍德和保尔森将第三款的文本与美国宪法第一条第二款众议院资格条款、美国宪法第一条第三款参议员当选资格条款以及美国宪法第二条第一款总统资格条款进行了比较，指出这些条款均未授权任何政府机构执行。美国宪法第二十二修正案也没有授权任何政府机构执行该条款。
相比之下，鲍德和保尔森指出，与第三款的措辞相比，第一条第二款的弹劾权力条款、第一条第三款的弹劾审判条款、第一条第三款的弹劾取消资格条款、第二条第四款的弹劾条款以及第三条第三款的叛国条款都界定了各自的罪行，或具体指定了负责执行的政府机关，而第三款既没有界定各自的罪行，也没有具体指定哪些政府机关必须执行，只是本身规定了特定人员的取消资格。虽然鲍德和保尔森承认在1869年格里芬案中，由首席大法官萨蒙·P·蔡斯以弗吉尼亚州巡回法官的身份主持的裁决，蔡斯裁定第三款不能自动执行，但鲍德和保尔森认为该裁决存在错误。在格里芬案中，一名名叫凯撒·格里芬的黑人在休·怀特·谢菲主持的案件中被审判并定罪。格里芬的律师辩称，根据宪法第十四修正案第三款，谢菲没有资格担任州法官，原因是谢菲曾在邦联时期担任弗吉尼亚州众议院议长。布莱克曼和蒂尔曼对鲍德和保尔森对格里芬案的解读提出异议，认为他们应用了案件发生几十年后发展起来的司法解释框架来否定该案，并实际上曲解了判决。
布莱克曼和蒂尔曼进一步辩称，对杰斐逊·戴维斯的第二起叛国罪起诉（同样由蔡斯在担任弗吉尼亚州巡回法官期间主持审理）与格里芬案并不矛盾，并得出结论，认为宪法第三款不能自行执行。相反，杰拉德·马格里奥卡则认为，这两个判决几乎不可能调和，原因是在格里芬案几个月前发生的杰斐逊·戴维斯案中，蔡斯已经得出结论，认为第三款可以自行执行。1865年5月10日，在阿波马托克斯法院战役后，邦联总司令罗伯特·E·李率领的北弗吉尼亚军团投降。近一个月后，戴维斯在佐治亚州欧文维尔被捕，并被囚禁在弗吉尼亚州门罗堡。但直到1866年5月，东弗吉尼亚州的联邦检察官卢修斯·H·钱德勒才以叛国罪起诉戴维斯。1866年1月，应国会的要求，司法部长詹姆斯·斯皮德发表官方法律意见，认定戴维斯只能在民事审判而非军事法庭上因叛国罪受审，并且根据宪法第三条第二款，戴维斯只能在弗吉尼亚州受审，原因是自从邦联首都位于里士满以来，戴维斯一直在弗吉尼亚州领导邦联参加内战。
然而，检方不愿在没有首席大法官蔡斯在场的情况下审判戴维斯，但蔡斯宣布他不愿主审此案。尽管安德鲁·约翰逊总统于1866年发布两项总统公告，宣布停止对联邦权威的有组织抵抗，但弗吉尼亚州当时仍处于戒严状态，尚未重建，他不希望做出可能被军方推翻的决定。国会还通过了《司法巡回法案》，该法案减少了联邦司法巡回区的总数，并改变了包括蔡斯巡回区在内的地理边界。由于法律没有具体规定最高法院大法官随后将如何分配，蔡斯辩称，他和其他大法官应该拒绝履行巡回职责，直到国会修改法律以明确分配。作为回应，约翰逊于1866年10月指示司法部长亨利·斯坦伯里审查约翰逊可以采取哪些行动来解决管辖权问题，但斯坦伯里的结论是，最高法院本身可以指定巡回法院，而蔡斯是以技术问题为借口不主持审判。1867年3月，国会通过了《司法巡回法院法》修正案，命令最高法院作出指定巡回法院的决定。蔡斯以检方准备不足、政府要求延期为由不主持审判，以及他作为首席大法官的工作量和对他在弗吉尼亚州人身安全的担忧（尽管他在同一时期主持了北卡罗来纳州的巡回法院）。
相反，由于当时起诉书在全国各地获得广泛报道，多名约翰逊政府官员、前纽约州南部联邦检察官查尔斯·奥康纳（曾担任戴维斯的首席辩护律师）以及历史学家都认为蔡斯有当总统的野心，不愿冒险审理此案。由于蔡斯拒绝审理，实际上导致1866年的起诉书被撤销。戴维斯一直被囚禁在门罗堡，直到1867年5月获保释，后被门罗堡军事指挥官根据人身保护令移交给民事拘留。1867年11月，大陪审团听取了针对戴维斯的第二项叛国罪起诉的证词，并于1868年3月发表第二份起诉书。在拒绝就起诉书与约翰逊磋商后，并在1868年民主党全国代表大会上寻求总统候选人提名时，蔡斯私下与戴维斯的律师分享了他对宪法第十四修正案第三款的看法，认为该条款是自行生效的。1868年11月，戴维斯的律师提出动议，以第三款自行生效为由驳回起诉。由于戴维斯在担任邦联总统之前曾在富兰克林·皮尔斯政府期间担任密西西比州联邦众议员和参议员以及美国战争部长，他的律师辩称第三款排除了叛国罪起诉，并且会违反双重起诉原则（使起诉违宪），而检方则辩称第三款并未规定刑事处罚，不适用于本案。
在蔡斯和弗吉尼亚州美国地区法院法官约翰·柯蒂斯·安德伍德对驳回动议产生分歧后（蔡斯投票赞成动议，安德伍德投票维持起诉书），最高法院批准此案的调卷令，但最终由于约翰逊于1868年12月赦免包括戴维斯在内的前邦联成员，该案变得毫无意义，检方于次年初正式撤回起诉。由于没有证据表明戴维斯参与林肯遇刺案，或在佐治亚州安德森维尔监狱将联邦军士兵当作战俘对待，约翰逊内阁最初希望以叛国罪审判戴维斯。但约翰逊内阁决定赦免戴维斯是最好的选择，因为内阁对最高法院签发调卷令感到惊讶，而蔡斯对辩护律师的动议表示同情，同时他们担心戴维斯无罪释放将在宪法上使分裂国家合法化。尽管获得赦免，但国会直到1978年才取消戴维斯因第三款而被取消的资格，并在他死后恢复其公民身份。根据宪法第二条第二款，“总统……有权对危害合众国的犯罪行为发布缓刑令和赦免令”。
虽然最高法院在1867年的加兰案中裁定，总统的完全赦免“可解除惩罚，消除罪责……如同罪犯从未犯过罪行……并且在定罪前获得赦免……可避免在定罪后附加任何惩罚和丧失行为能力”，但最高法院随后在1915年的伯迪克诉美国案中裁定，赦免“带有罪责推定；接受赦免则意味着供认罪责”。同样，在格里芬案中，蔡斯和安德伍德对第三款是否自行执行持有不同意见，蔡斯认为第三款不能自动执行，而安德伍德则认为可以。林奇和格雷伯指出，休·怀特·谢菲的律师承认了第三款中关于取消资格的论点，但拒绝了蔡斯所同意的对第三款的“ex proprio vigore”解释（即未经正当程序的取消资格）。在国会就第三款进行辩论期间，宾夕法尼亚州众议员撒迪厄斯·史蒂文斯表示：“如果这项修正案获得通过，就必须立法执行它的许多部分……它不会自行生效，但一旦成为法律，国会将在下届会议上立法执行，无论是在总统选举中还是在所有其他我们有权做的选举中。”史蒂文斯在众议院最后一次辩论中的讲话中重申“除了制定适当的授权法案外，我看不到任何安全的希望。”
拉什援引史蒂文斯的言论以及伊利诺伊州参议员莱曼·特伦布尔在国会关于1870年《执行法案》的辩论中的言论，指出在第三款起草过程中，许多国会议员认为该条款需要授权立法。拉什还引用《军事重建法案》作为证据，以证明第三款如何要求国会为选举团制度制定执行立法。拉什还引用了格里芬案并得出结论，与第三款是否适用于总统的就职宣誓、担任总统以及内战后的叛乱一样，鉴于第三款在起草、批准和同期生效过程中被双向解释，因此其是否能够自行执行尚不明确。格里奥卡认为，蔡斯在格里芬案中反对第三款不能自行执行的论点并不具有说服力，主要是因为蔡斯在两案之间推翻了原判，而且没有证据表明国会在起草第十四修正案时认为第三款需要通过立法来执行。马格里奥卡进一步指出，安德伍德在两案中的立场更加一致，也更忠实于文本。同样，格雷伯认为，在起草第十四修正案期间的国会辩论中，没有证据表明国会议员认为第三款不能自行执行。格雷伯继续指出，各州政府颁布了自己的第三款执行立法，并在没有联邦执行立法的情况下根据其条款取消了个人的资格，而国会并未采取任何措施来推翻这些决定。
格雷伯表示，蔡斯在格里芬案中的意见是继法院或立法程序批准第十四修正案之后，认定第三款不具有自行执行力的唯一反例，且由于在格里芬案判决后，州政府第三 条取消资格的程序仍继续执行，而国会没有出台强制执行立法，因此格雷伯辩称，格里芬案并不能成为反对公众最初理解第三款具有自行执行力的具有说服力的证据，并同意马格里奥卡的观点，即蔡斯在杰斐逊·戴维斯叛国罪起诉书和格里芬案之间的矛盾，使人们对蔡斯在两起案件中论点的有效性产生了怀疑。布莱克曼和蒂尔曼注意到最高法院在1810年杜鲁索诉美国案和1869年麦卡德尔案中的意见，并认为，与第三款类似，最高法院根据上诉管辖权条款所具有的上诉管辖权并非明确地自行执行，同时援引了1796年威斯卡特诉多奇案、1799年特纳诉北美银行案、1847年巴里诉默森案、1865年丹尼尔斯诉铁路公司案和1881年弗朗西斯·赖特案；且援引国会研究处的报告，表明当今法律学者的主流观点是最高法院的上诉管辖权并非自行执行，同时声称，关于最高法院的上诉管辖权是否自行执行的问题这仍是一个有争议的问题。
布莱克曼和蒂尔曼注意到，尽管宪法第一条对成员年龄有要求，但众议院还是选择让田纳西州众议员威廉·C·C·克莱伯恩加入第5届美国国会；参议院则选择让肯塔基州参议员亨利·克莱加入第9届美国国会；弗吉尼亚州参议员阿米斯特德·汤姆森·梅森加入第14届美国国会；田纳西州参议员约翰·伊顿加入第15届美国国会；此外，参议院驳回了时任西弗吉尼亚州参议员亨利·D·哈特菲尔德在1934年参议院选举后提出不让拉什·霍尔特加入第74届美国国会的申诉。布莱克曼和蒂尔曼认为，宪法第一条的成员资格要求是由国会以自由裁量的方式而非自行执行的方式强制执行的。布莱克曼和蒂尔曼还指出，尽管维克多·L·伯杰于1919年2月根据《间谍法》被定罪，众议院仍任命他为第66届美国国会议员，并且直到次年11月才根据第三款款将他免职；克莱、梅森和伊顿都是在宪法第十七修正案批准之前由州立法机构通过间接选举选出，且州立法机构的成员受宣誓或确认条款和至上条款的约束。这些例子都表明，第一条规定的资格要求是通过自由裁量权来执行的，而不是自行执行的。
同样，历史学家戴维·T·贝托指出，尽管尤金·维克多·德布斯曾担任印第安纳州众议院议员，后来根据《1918年煽动叛乱法》被定罪，但德布斯仍然在至少40个州的选票上出现，成为1920年总统选举中的社会党总统候选人。同样与伯杰案相反，在1919年的德布斯诉美国案中，最高法院维持了对德布斯的定罪。相反，鲍德和保尔森认为，虽然宪法确实存在执行问题，但其执行问题与第3条是否具有自动执行力的问题并不矛盾，因为“……宪法的意义高于一切。官员必须执行宪法，因为它是法律；认为只有他们决定执行宪法，宪法才成为法律是错误的。”布莱克曼和蒂尔曼援引了1873年屠宰场案、1873年布拉德韦尔诉伊利诺伊州案（1873年）、1876年美国诉克鲁克香克案（1876年）、1896年普莱西诉弗格森案（1896年）、1908年杨案以及1971年比文斯诉六名不明代理人案来论证，第十四修正案只有在存在联邦执法立法时，申请人可以根据该条或作为针对强制执行的诉讼或起诉中的辩护理由。布莱克曼和蒂尔曼则认为，鲍德和保尔森在论证宪法第一条具有自动执行效力时未能解释这种二分法。
布莱克曼和蒂尔曼还声称，1948年雪莱诉克雷默案、1954年布朗诉教育局案、1973年罗诉韦德案以及2015年奥贝格费尔诉霍奇斯案中的原告援引了《美国法典》第42编第1983节编纂的1871年《第二次执行法案》作为救济的例子。相反，马格里奥卡同意鲍德和保尔森的观点，认为第十四修正案第一节是自行执行的。而格雷伯则认为，在起草第十四修正案期间的国会辩论中，没有证据表明国会议员认为第十四修正案的任何条款不是自动执行的。林奇注意到，众议院在1923年至1929年间选择让伯杰担任众议员，但并未按照第三款的规定以三分之二多数通过特赦决议，并援引了1880年的弗吉尼亚州单方面案和1997年的伯恩市诉弗洛雷斯案。林奇认为，在格里芬案之后，第十四修正案作为一个整体被重新概念化，认为其主要可由司法部门而非国会强制执行。在1883年的民权案中，最高法院指出：“（第十四修正案）毫无疑问是自行生效的，无需任何附属立法，只要其条款适用于任何既定情况。”

#### 民事诉讼或刑事定罪
国会研究处指出，第三款的文字并未明确要求取消资格必须有刑事定罪，重建时期被取消资格的前邦联官员，是被联邦检察官提起的民事诉讼，或被国会根据宪法第一条第五款的选举判决条款拒绝让当选的前邦联候选人进入国会而遭到禁止。而林奇则指出，根据宪法第一条第三款，对现任国会议员的挑战将根据第一条第五款的驱逐条款进行。最高法院援引1919年众议院驱逐维克多·L·伯杰、南北战争期间因支持邦联而被驱逐的国会议员，以及重建时期根据宪法第三条驱逐当选议员的情况，在鲍威尔诉麦科马克案中裁定，国会只能在宪法规定的资格下驱逐合法当选的议员，并且所引发的争议并非政治问题。在起草第十四修正案期间，西弗吉尼亚州参议员韦特曼·T·威利表示，第三款规定的取消资格规定如下：
它并非……本质上是惩罚性的，而是预防性的。它并非着眼于过去，而是，就我理解而言，完全着眼于未来。它是一种自卫措施，其目的在于防止这些人再次犯下叛国罪，并且作为宪法的永久条款，它旨在通过向美国人民发出警告：胆敢犯下此类罪行，必将受到应有的惩罚，从而防止日后再次发生叛国行为。因此，它并非一种惩罚措施，而是一种自卫措施。
同样，缅因州参议员洛特·M·莫里尔表示“州对犯罪判处的惩罚与州对其未选择授予公职的人施加的、并且有权施加的丧失能力之间存在明显区别”，而密苏里州参议员约翰·B·亨德森则表示，第三款“是规定官员资格的法案，而不是惩罚犯罪的法案……惩罚意味着剥夺生命、自由或财产。”格雷伯援引莫里尔、亨德森和威利的观点，指出第39届美国国会的大多数议员都将第三款理解为担任公职的资格，而不是对刑事犯罪的惩罚。虽然国会研究处指出，法律学者之间就国会是否有权通过立法，点名列前茅，而这些个人由于宪法第一条第九款的褫夺公权条款而被取消资格，存在争议，但鲍德和保尔森认为，第三款不仅符合该条款的资格，也符合第一条第十款的褫夺公权法案条款、第一条第九款和第十款的溯及既往的法律条款、第五修正案中的正当程序条款以及言论自由条款的资格。宪法第五修正案中的正当程序条款规定“未经正当法律程序，任何人不得……被剥夺生命、自由或财产”。
鲍德和保尔森注意到正当程序条款的条文，并援引最高法院在1900年泰勒诉贝克汉姆案中的判决：“无数判决表明，公职仅仅是代理或信托，而不是财产本身。”鲍德和保尔森认为，美国是一个共和制国家，而不是像英国那样实行世袭贵族的君主立宪制。担任公职是一项公共特权和公共信托，而非明确地是一种“生命、自由或财产”，个人对这些权利享有个人或私人权利，不得通过正当程序剥夺。外国薪酬条款规定“美国不得授予贵族头衔”，而第一条第十款的合同条款规定“任何州不得……授予任何贵族头衔”。在1944年斯诺登诉休斯案中，最高法院重申了其在泰勒诉贝克汉姆案中的判决：担任州公职不属于第十四修正案正当程序条款所保障的财产权或自由权，成为州公职候选人也不属于宪法第四条第二款特权及豁免条款所保护的权利或特权。鲍德和保尔森还指出，最高法院在1867年加兰和卡明斯诉密苏里州案中明确将褫夺公权法案和追溯既往的法律中的刑事惩罚与宪法规定的担任公职的资格条件区分开来。
宪法第五修正案的双重审判条款规定“任何人……不得……因同一罪行两次遭受生命或肢体的危害”，而弹劾取消资格条款则规定，“弹劾案件的判决范围不得超过免职和取消资格……但被定罪的当事人仍应依法承担责任，并接受起诉、审判、判决和惩罚。”国会研究处注意到实践中第二条第四款弹劾条款中重罪和轻罪的范围并不仅限于刑事犯罪，并指出弹劾取消资格条款的条文规定，因弹劾审判定罪而取消公职资格与因刑事审判定罪而施加的惩罚在宪法上有所不同。虽然最高法院在1993年尼克松诉美国案中裁定，参议院是否根据弹劾审判条款适当地审理了弹劾审判是一个政治问题，但众议院法律顾问委员会于2000年发表意见，认为以总统被众议院弹劾、但被参议院宣告无罪的相同罪行起诉和审判前总统符合宪法规定。
亚历山大·汉密尔顿在《联邦党人文集》第65篇中指出，将弹劾审判权授予参议院而不是最高法院，是为了排除双重审判的可能性，原因是弹劾取消资格条款中有下列表述：“那些在一次审判中剥夺了被弹劾官员名誉的人，在另一次因同一罪行的审判中，也应该剥夺被弹劾官员生命和……财产，这是否合适？难道我们不应该以最充分的理由担心，第一句中的错误会成为第二句中错误的根源吗？……通过在两起案件中任命同一个人担任法官，被弹劾官员将……失去双重审判本应给予他们的双重安全。”与马格里奥卡和国会研究处一样，鲍德和保尔森指出，继蔡斯在杰斐逊·戴维斯叛国罪起诉书中的裁决之后，格里芬案认为，国会通过1870年《执行法案》，通过允许联邦检察官签发合法令状执行第三款。鲍德和保尔森也指出，1867年《军事重建法案》也纳入了最终被纳入第三款的文本。
该法案随后被编纂成《美国修订法规》。1870年《执行法》第14条规定：
……任何人担任公职，除担任国会议员或某些州立法机构的成员外，违反宪法第十四修正案第三节的规定，则该人任职所在地区的美国地方检察官有义务通过合法令状对该人提起诉讼，该令状可发回该地区的美国巡回法院或地区法院，并对其进行起诉，直至将该人免职……
虽然林奇指出，1870年《执行法》第14条在1948年《美国法典》编纂过程中被废除，但国会研究处表示，私人当事方仍然可以根据根据1934年的《规则授权法》制定的联邦民事诉讼程序第81条，请求联邦法官签发根据第三款取消特朗普资格的令状。同样，林奇认为，根据第三款，可以根据令状免职州公职人员。鲍德和保尔森指出，库伊·格里芬的资格取消是根据州法律下的令状诉讼所发生的。其他法律人士则认为，格里芬的资格取消开创了禁止特朗普就任的先例。而1915年的弗里泽尔案则援引最高法院在纽曼诉美国案中的裁决，维持了根据《哥伦比亚特区法典》作出的合法罢免。林奇指出，随后的联邦判例法将该裁决解读为认为哥伦比亚特区合法罢免法，适用于哥伦比亚特区内的所有联邦办公室、美国官员以及国会议员。
根据宪法第一条第八款的规定：“国会有权……对因某些州的割让和国会的接受而成为合众国政府所在地的地区……在任何情况下，行使专属立法权”，且经国会于1963年和1970年修订的哥伦比亚特区法典第16篇第35章赋予哥伦比亚特区美国地方法院针对美国官员签发合法令状的权力。虽然最高法院在尼克松诉菲茨杰拉德案中裁定，总统“有权绝对豁免因其官方行为而产生的损害赔偿责任”，但随后在1997年克林顿诉琼斯案中又裁定：“给予总统基于其官方行为的损害赔偿诉讼豁免权的主要理由……并不构成对非官方行为的豁免”。最高法院在克林顿诉琼斯案中进一步得出结论：“将[民事]诉讼推迟到总统任期结束并非合乎宪法的要求”，因为宪法规定的权力分立“并不要求联邦法院将所有针对总统的私人诉讼中止至总统离任”，并且宪法权力分立原则不适用于“没有迹象表明联邦司法机构被要求履行任何可能以某种方式被描述为‘行政’的职能……并且……该判决不可能……会削弱行政部门的官方权力范围”。
最高法院重申其在1952年扬斯敦钢板管公司诉索耶案和1974年合众国诉尼克松案中的判决，指出“司法机构可以通过审查总统官方行为的合法性，给行政部门带来严重负担，并可指示总统本人采取适当的程序。因此，联邦法院有权裁定总统非官方行为的合法性”。2000年，法律顾问办公室对其1973年关于总统豁免权的意见进行了修订，认为最高法院在合众国诉尼克松案、尼克松诉菲茨杰拉德案和克林顿诉琼斯案中的裁决与其1973年的意见一致。尽管法律顾问办公室重申其立场，即“对现任总统的起诉或刑事起诉将违宪地削弱行政部门履行其宪法赋予的职能的能力”，但法律顾问办公室承认最高法院在克林顿诉琼斯案中得出结论，现任总统没有豁免权，可以免于因非官方行为寻求损害赔偿的民事诉讼。2022年2月，美国哥伦比亚特区联邦地方法院法官阿米特·梅塔裁定，总统豁免权并不能使特朗普免受本尼·汤普森、埃里克·斯沃韦尔和美国国会警察提起的诉讼。
2022年3月，特朗普就梅塔的裁决向美国哥伦比亚特区巡回上诉法院提出上诉，但巡回上诉法院小组（由法官格雷戈里·卡萨斯、朱迪思·W·罗杰斯和斯里·斯里尼瓦桑主审）于2023年12月维持对梅塔的裁决，原因是特朗普1月6日的演讲属于竞选活动，因此他的行为是“寻求职位而非担任职位”，不符合“尼克松诉菲茨杰拉德案”确立的“外围”标准。巡回上诉法院小组维持特朗普不享有民事诉讼豁免权的裁决的同一天，哥伦比亚特区美国地方法院法官塔尼娅·楚特坎驳回特朗普上诉的动议，该动议要求根据总统豁免权驳回针对特朗普的联邦选举妨碍指控。2024年2月，巡回上诉法院小组（由法官佛罗伦萨·潘、J·米歇尔·查尔兹和凯伦·L·亨德森主审）一致维持地区法院的裁决，结论认为特朗普所谓的行为“缺乏任何合法的自由裁量权……他应对自己的行为负责”，因为“前总统特朗普已成为特朗普公民……且在他担任总统期间可能保护他的任何行政豁免权不再能保护他免受此次起诉。”

### 选票获取和选举人团计票
由于总统选举人条款的“实际解释”已“赋予州立法机构在选举人任命方式或模式方面的全权”，因此，最高法院在1892年麦克弗森诉布莱克案中维持了密歇根州任命总统选举人的选举法，因为“在宪法文本含义存在歧义或疑问的情况下”，“同期和后续的实际解释应具有最大的效力”。总统选举人条款规定“各州应按照其立法机构规定的方式，任命一定数量的选举人，其人数应与该州在国会中应有的参议员和众议员总数相等”，该条款将制定规范总统选举管理的选举法的权力授予州政府，而非联邦政府。在2020年奇亚法洛诉华盛顿州案中，最高法院一致裁定，虽然总统选举人条款授予州政府的权力并非绝对，但该条款“赋予各州对总统选举人的广泛权力，除非存在其他宪法限制”，并以总统资格条款为例。
在2023年摩尔诉哈珀案中，最高法院进一步澄清，美国宪法第一条第四款的总统选举人条款和国会选举条款“并不赋予州立法机构在各自州内制定联邦选举规则的专属和独立权力”，否定了独立州立法机构理论。法院裁定，州立法机构根据上述条款通过的选举法不仅受联邦宪法和联邦法律的约束，而且还要接受州法院的司法审查、提交给州长，并受州宪法的约束。最高法院在1974年的斯托勒诉布朗案中支持加州的选举法，该法剥夺了在初选前一年内登记加入某个政党的独立候选人的投票权。法院指出“各州已经制定了全面、在许多方面复杂的选举法典，以最实质性的方式规范联邦和州选举，以及初选和大选的时间、地点和方式……以及候选人的选拔和资格”，并重申其在1971年的詹内斯诉福特森案中的判决。法院还指出“每个州都有利益，甚至有义务，保护其政治进程的完整性，免受不重要或欺诈性候选人的影响”。
在1986年芒罗诉社会主义工人党案中，最高法院维持华盛顿州大选选票获取法，该法要求第三方候选人在该州的统一初选中获得1%的选票。最高法院重申，此类法律符合宪法，可以“防止选民混乱、选票过度拥挤或出现不重要的候选人”。然而，马里兰州众议员傑米·拉斯金和全国投票权研究所创始人约翰·博尼法兹指出，虽然最高法院在1972年布洛克诉卡特案中承认政府有合法利益阻止“不重要的候选人”进入选票，但法院并未设立任何“不重要的候选人”的资格标准，仅裁定以财富和筹款能力作为标准将“排除合法和不重要的候选人”。最高法院在1974年的鲁宾诉帕尼什案中重申，将缴纳申请费作为获取选票条件的做法违宪；而在1968年的威廉姆斯诉罗兹案和1983年的安德森诉塞莱布雷泽案中，最高法院推翻了俄亥俄州的两项选票获取法，理由是这些法律歧视第三方和独立候选人，违反了宪法第一修正案和平等保护条款赋予的结社自由权。
在大多数州，候选人通过表明最低支持率的签名请愿书获得选票，而政党通常通过在上次选举中达到最低得票率、在该州登记的党派选民中达到最低比例或签名请愿书来获得其候选人的选票。最高法院在1961年东部铁路会议诉诺尔汽车公司案和1972年加州汽车运输公司诉无限货运公司案中裁定，第一修正案赋予的请愿权不仅限于“申诉”，还扩展到“公民或公民团体向行政机构……法院……以及所有政府部门提出申诉”，但最高法院在1989年内兹克诉威廉姆斯案中也裁定“如果缺乏法律或事实上的可论证依据，则法律诉求毫无意义”。除了选票获取法外，大多数州还有选举法，规定海選候选人必须进行选票统计登记。至少自1932年纽约市市长选举以来，米老鼠在许多选举中都获得了一些填票作为逆反票。
最高法院在 1995 年的U.S. Term Limits公司诉桑顿案中重申了其在鲍威尔诉麦科马克案中的判决，并澄清说，规范选票获取和选举管理的州选举法并不构成对当选公职的额外资格要求，因为此类法律“规范选举程序，并且不会……使某一类潜在候选人丧失资格”。但最高法院援引宪法第二十二修正案，认为任期限制构成一项资格要求，因为“任期限制……毫无疑问限制了选民投票给他们希望投票的人的能力”。最高法院还表示，“制宪者将国会选举条款理解为颁布程序性规定的权力，而不是……逃避重要宪法限制的权力来源”。大法官克拉伦斯·托马斯在反对意见中辩称，州政府保留为州议员设定任期限制的权力，同时规定，如果“联邦宪法……剥夺了各州颁布此类措施的权力”，则州选举法可能无效，并且各州“没有保留权力确定总统职位的资格……因为……任何州都不能为另一个州立法”。
托马斯在奇亚法洛诉华盛顿案的协同意见中重申了反对意见的推理，但托马斯在其协同意见的第二部分指出，“在宪法没有取消或限制总统选举人权的范围内，与总统选举人有关的权力属于各州”，并援引威廉姆斯诉罗德案，指出各州不能“以违反宪法明确规定的方式”对总统选举人行使权力。除了在奇亚法洛诉华盛顿案中赞同多数意见外，大法官尼尔·戈萨奇在协同意见的第二部分也赞同托马斯的观点。林奇援引了最高法院在“U.S. Term Limits公司诉桑顿案”中的意见，认为州政府有义务执行联邦公职的宪法资格要求，尽管他承认各州的选票获取法律各不相同。林奇指出，许多州允许根据宪法资格对总统和副总统候选人进行正式挑战，而且各州可以禁止总统选举人投票给不符合宪法资格的候选人。在总结法律学者关于宪法第二十二修正案是否因第十二修正案规定的副总统资格要求而对担任总统和副总统施加限制的争论时，国会研究处指出，第二十二修正案的案文明确规定至少“任何人不得当选总统超过两次”。
国会研究处还指出，美国第四巡回上诉法院在麦迪逊·考索恩第三款诉讼案中的裁决意见认为，从未有任何法院裁定州政府无权根据选举判决条款确定国会候选人的合宪性资格，但可以根据国会选举条款执行。虽然林奇认为，可以通过执行令状来挑战第三款，以阻止对州公职当选候选人进行就职宣誓，并且各州保留评判总统选举合法竞赛的权力，但林奇认为，选举后第三条款的挑战更有可能被用来挑战总统选举人的资格，而不是当选总统或当选副总统的资格，而选举后但在就职典礼前对后者职位当选候选人进行的第三款挑战更有可能发生在选举人团计票时。相反，耶鲁大学法学院教授阿基尔·阿马尔指出，1860年亚伯拉罕·林肯和汉尼巴尔·哈姆林的共和党总统候选人名单并未出现在多个根据民意调查任命总统选举人的州的选票上。他辩称，宪法并未要求每个州都按照相同的选票获取程序来适用第三款，各州也可以将第三款交由国会在选举人团计票时执行。
《联邦民事诉讼规则》第81条废除了联邦履行职责令，但规定“先前可通过履行职责令获得的救济，可通过根据本规则采取适当的行动或动议获得”。根据《选举人团法》第109条，一份由国会参众两院至少百分之二十议员签署的请愿书可以对选举人团计票中任何州或哥伦比亚特区的选举人票数提出异议，前提是这些选举人未经查明证书合法认证，或一名或多名选举人的投票并非“定期投票”，即不符合宪法；如果国会参众两院以简单多数支持该异议，则候选人资格被取消，第二名当选。在1872年总统选举后的选举人团计票中，由于投票违规和选举舞弊指控，反对将共和党候选人从阿肯色州和路易斯安那州获得的14张选举人票计入的呼声得到维持；而反对将佐治亚州投给自由共和党和民主党总统候选人霍勒斯·格里利（他在选举日后、选举人团会议举行前去世）的3张选举人票计入的呼声也得到维持，原因是格里利的去世使他在宪法上不再具备总统资格，因此他的选举人票“不能合法计算”。
1912年总统选举后的选举人团会议上，犹他州和佛蒙特州为共和党副总统候选人投下的8张选举人票，最终投给了尼古拉斯·默里·巴特勒而非詹姆斯·S·舍曼，原因是后者在共和党全国代表大会上获得提名，但在选举日前不到一周去世。最高法院虽然裁定州政府可以限制总统选举人进行失信投票，否则将受到处罚、罢免和替换，但在奇亚法洛诉华盛顿州案中，最高法院也指出，虽然该案中没有提出这个问题，但“本意见中的任何内容都不应被理解为允许各州将选举人与已故候选人联系起来”，指的是1872年向霍勒斯·格里利宣誓效忠的63名总统选举人中，有63人进行了失信投票，占美国总统选举史上所有失信选举人票的三分之一。在1890年的菲茨杰拉德诉格林案和2000年的布什诉戈尔案中，最高法院裁定总统选举人是州政府官员，宣誓或确认条款还要求“各州的所有行政和司法官员……都应宣誓或确认，拥护本宪法”。根据宪法第十二修正案，如果没有候选人获得“全体选举人多数票”，总统和副总统的临时选举将分别由众议院和参议院举行。
宪法第二十修正案第一款将国会任期的截止日期改为1月3日，总统和副总统任期的截止日期改为1月20日，第二款将国会会期开始日期从第一条第四款国会会期条款规定的12月第一个星期一改为1月3日。因此，应急选举现在由即将举行的国会会期而不是跛脚鸭会期进行。第二十修正案第三款规定，如果在就职日之前未选出当选总统或未能达到任职资格，则当选副总统将代理总统职务，直至选出总统；如果众议院举行的应急选举未能在就职日之前选出总统，或者选举团试图选出一位在宪法上不符合任职资格的总统，并且副总统也未当选，或者当选副总统在就职日之前也未能取得资格，则国会有权宣布谁将担任总统，或者制定选举程序，在总统或副总统取得资格之前选出代理总统。根据宪法第二十修正案第三款，只有在当选总统在就职日之前去世的情况下，当选副总统才能成为总统。
第80届美国国会将“不符合资格”列为1947年《总统继任法》中总统继任的条件之一。根据《选举人资格法》第102和106条，各州只能根据选举日之前颁布的选举法任命总统选举人，并且选举人必须在其任命后的12月第二个星期三之后的第一个星期二开会。根据第二条第一款的选举人团会议条款，“国会可以决定选举总统选举人的时间和投票的日期”，而必要及适当条款则规定，“国会有权……制定一切为执行……本宪法赋予合众国政府的一切……权力所必需和适当的法律”。在1934年的巴勒斯诉美国案中，最高法院维持了《联邦反腐败法》，因为该法律“无论在目的还是效果上……均不干涉州任命选举人的权力或选举方式”，且总统选举人“根据……宪法……行使联邦职能”，国会“有权通过适当立法来保障总统选举……保护各级政府部门和机构免遭损害或破坏，不论是受到武力还是腐败的威胁”。

## 诉讼
一些法律学者认为，法院可能需要最终裁定特朗普根据该修正案第三款被取消资格。美国最高法院从未就第十四修正案第三款中的叛乱条款作出裁决。
2023年12月，科罗拉多州、密歇根州、俄勒冈州和威斯康星州的州法院以及阿拉斯加州、亚利桑那州、内华达州、纽约州、新墨西哥州、南卡罗来纳州、德克萨斯州、佛蒙特州、弗吉尼亚州、西弗吉尼亚州和怀俄明州的联邦法院均存在对特朗普参选资格的未决质疑。非营利组织华盛顿公民责任与道德组织以及其他倡导团体和个人正在计划逐州开展活动，以阻止特朗普参加州选票。

### 最高法院
2024年1月，美国最高法院宣布将审理特朗普诉安德森案，以裁定特朗普的参选资格。此前，特朗普就科罗拉多州地方法院取消其在该州参选资格的裁决提起上诉。该裁决将适用于所有州。1月26日，CREW的律师提交了一份法庭文件，描述了国会山骚乱以及特朗普事前的行动。
2024年2月8日，最高法院听取辩论，特朗普未出席会议。2024年3月4日，最高法院一致裁定，各州无权将特朗普从其选票中除名，推翻了科罗拉多州最高法院的判决。

### 下级联邦法院
2023年8月24日，佛罗里达州棕榈滩县税务律师劳伦斯·卡普兰向美国佛罗里达南区联邦地区法院提起诉讼，要求援引宪法第十四修正案，取消特朗普参加2024年大选的资格。一周后的9月1日，美国地区法官罗宾·L·罗森伯格以缺乏诉讼资格为由驳回此案。
截至2023年10月底，2024年共和党总统候选人约翰·安东尼·卡斯特罗已依据宪法第十四修正案在全国至少26个联邦地区法院起诉特朗普。2023年10月2日，美国最高法院拒绝受理卡斯特罗就佛罗里达州联邦法院因缺乏诉讼资格而驳回其案件的上诉。10月30日，卡斯特罗在美国新罕布什尔联邦地区法院提起的诉讼也因缺乏诉讼资格而被驳回。新罕布什尔州法院认为，即使卡斯特罗具备诉讼资格，他的主张似乎也因政治问题而被禁止。11月下旬，美国联邦第一巡回上诉法院维持因缺乏诉讼资格而驳回的判决。卡斯特罗在罗德岛州、亚利桑那州和西弗吉尼亚州提起的联邦诉讼也因缺乏诉讼资格而被驳回，他还自愿驳回其他几起诉讼。到2024年1月初，卡斯特罗在新罕布什尔州提起第二起诉讼，并对佛罗里达州、亚利桑那州和西弗吉尼亚州的地方法院裁决提起上诉，但在内华达州的一起案件被驳回。到1月底，卡斯特罗在新墨西哥州和阿拉斯加州提起的诉讼也被驳回，但他已对新墨西哥州的裁决提起上诉。
2023年10月20日，美国加利福尼亚中区联邦地区法院以诉讼资格不足为由驳回一项试图依据宪法第十四修正案第三款取消特朗普资格的诉讼。2023年11月29日，美国华盛顿东区联邦地区法院以诉讼资格不足为由驳回一项针对特朗普的诉讼，该诉讼依据宪法第十四修正案第三款提出，理由是斯波坎谷的一名居民提交诉讼的时间过早，不具有管辖权。2023年12月29日，美国弗吉尼亚东区联邦地区法院以诉讼资格不足为由驳回另一起试图依据宪法第十四修正案第三款取消特朗普参选资格的诉讼。

### 科罗拉多州
2023年11月17日，科罗拉多州地方法院驳回科罗拉多州两党选民提起的诉讼，该诉讼旨在禁止特朗普参加该州总统初选和后续选举。该法院首次就宪法第十四修正案第三款是否适用于特朗普作出了实质性裁决。法院裁定，国会山骚乱构成第三款所定义的“叛乱”，特朗普确实通过煽动袭击“参与”了叛乱（超出宪法第一修正案的保护范围），但由于美国总统不是美国官员，因此特朗普没有按照第三款的要求“事先宣誓……作为美国官员”，不适用本条款。法院命令科罗拉多州务卿将特朗普的名字列入该州总统初选选票上。
随后原告提起上诉。12月19日，科罗拉多州最高法院推翻科罗拉多州地方法院关于总统不是美国官员的裁决，维持地方法院关于特朗普参与了叛乱的判决，并下令将特朗普从2024年科罗拉多州共和党总统初选中取消资格。科罗拉多州共和党和特朗普向美国最高法院提起上诉，后美国最高法院于2024年2月8日审理上诉。
科罗拉多州最高法院对科罗拉多州和密歇根州的法律做了区分，认为科罗拉多州法院有法定和宪法职责，可以评估初选候选人的资格，并命令国务卿排除不符合条件的人员，尽管密歇根州上诉法院同期有关特朗普的裁决并未明确类似的责任（decision, pp. 48–49）。
当被问及特朗普是否是叛乱分子时，时任总统乔·拜登回应称：“……第十四修正案是否适用，我将让法院做出决定。但他肯定支持了叛乱
。”

### 伊利诺伊州
2024年1月4日，选民史蒂文·丹尼尔·安德森、查尔斯·J·霍利、杰克·L·希克曼、拉尔夫·E·辛特龙和达里尔·P·贝克向伊利诺伊州选举委员会提交一份请愿书，质疑特朗普根据宪法第十四修正案第三款获得初选和普选选票的资格。1月26日，选举委员会举行听证会。会上，听证官建议将此案交由法院而非选举委员会裁决，但如果由选举委员会裁决此案，则应认定特朗普参与了叛乱，应将其排除在伊利诺伊州初选选票之外。1月30日，选举委员会一致裁定，因缺乏管辖权而驳回此案，特朗普仍在选票上保留。同日，原告向库克县伊利诺伊州巡回法院提起上诉，案件名称为“安德森诉特朗普案”。
库克县伊利诺伊州巡回法院驳回特朗普竞选团队的动议（该动议要求将审理推迟至美国最高法院就科罗拉多州类似案件作出裁决之后），并将审理反对者针对特朗普的指控的听证会定于2024年2月16日举行。听证会结束后，巡回法院于2月28日发出一份冗长的书面命令，下令将特朗普从伊利诺伊州初选中除名，并暂停执行该命令直至上诉，或由美国最高法院发布不一致的意见。巡回法院同意，根据事实、法律以及提交的记录，特朗普根据宪法第十四修正案的叛乱条款被取消资格。因此，特朗普在伊利诺伊州就其任职资格所要求的宣誓书中没有提供真实的内容，且没有如实提供的可能。特朗普已提起上诉。

### 密歇根州
在密歇根州审理的特朗普诉本森案中，2023年11月14日，密歇根州索赔法院法官詹姆斯·罗伯特·雷德福德驳回试图禁止特朗普参加密歇根州共和党初选和党团会议的诉讼。雷德福德裁定，无论是州法院还是密歇根州务卿都无权裁定特朗普是否根据第十四修正案被取消资格，并指出取消资格是一个应由国会决定的政治问题，如果国会取消特朗普的资格，宪法第二十修正案提供了补救措施，即由副总统代行总统职务。他裁定，特朗普是否有资格参加共和党初选“提出了一个目前无法通过司法途径解决的政治问题”，并发现选举问题“目前尚未成熟，无法裁决”。
随后原告提起上诉。12月14日，密歇根州上诉法院驳回上诉，裁定政党可以决定初选投票资格，而普选投票资格问题尚未成熟。原告随后上诉至密歇根州最高法院。
12月27日，密歇根州最高法院拒绝受理上诉，因此特朗普仍在选票上保留。

### 明尼苏达州
2023年11月8日，明尼苏达州最高法院驳回了明尼苏达州两党选民提起的诉讼，该诉讼旨在禁止特朗普参加明尼苏达州共和党初选。法院裁定，明尼苏达州法律并未禁止政党将不合格的候选人列入初选选票。法院并未就国会山骚乱是否构成“叛乱”，以及特朗普是否根据宪法第十四修正案第三款的规定“参与”了该事件作出裁决。法院裁定，如果特朗普被提名为共和党大选候选人，挑战者可以提起新的诉讼，寻求禁止他参加明尼苏达州选举。

### 俄勒冈州
2023年12月初，一个倡导团体向俄勒冈州最高法院提起诉讼，要求将特朗普从俄勒冈州共和党初选中除名。随后该团体起诉俄勒冈州州务卿拉沃恩·格里芬-瓦拉德。但瓦拉德于11月30日表示，她无权决定谁会出现在初选选票上。2024年1月12日，俄勒冈州最高法院拒绝审理此案，也没有就其本质作出裁决，理由是美国最高法院正在审理特朗普诉安德森案。

### 其他州份
2023年8月，阿拉米达县高等法院提起诉讼，寻求根据宪法第十四修正案禁止特朗普参加加州共和党初选；2023年10月，洛杉矶县高等法院提起另一诉讼。
2023年11月1日，一项旨在禁止特朗普和辛西婭·拉米斯参加选举的诉讼向奥尔巴尼县怀俄明州地方法院提起。2024年1月4日，该诉讼被驳回，后原告提出上诉。
2023年12月22日，一项旨在禁止特朗普参加路易斯安那州共和党初选的诉讼在该州第19司法区法院提起。2024年1月5日，该诉讼被撤回。
2023年12月下旬，当地啤酒厂厂长柯克·邦斯塔德向威斯康星州选举委员会提起申诉，要求将特朗普从威斯康星州的初选和大选选票中除名，该委员会立即回避并驳回该申诉。2024年1月5日，邦斯塔德向戴恩县威斯康星州巡回法院提起相关诉讼。
2024年1月初，一项旨在根据宪法第十四修正案禁止特朗普参选的诉讼在布劳沃德县的佛罗里达州巡回法院提起。
2024年1月初，两名活动人士的案件因缺乏诉讼资格而被联邦法院驳回，随后在弗吉尼亚里士满县巡回法院提起了类似的诉讼。
有关特朗普列入华盛顿州初选选票的诉讼原定于2024年1月16日在基萨普县高等法院审理，但法官决定将此案移至瑟斯顿县审理。瑟斯顿县法官玛丽·苏·威尔逊于1月18日裁定，特朗普将继续在华盛顿州初选选票上保留。

## 州选举机构
一些负责监督各州选举的州务卿已开始为特朗普是否会被排除在2024年11月选票之外的潜在挑战做准备。2023年9月，新罕布什尔州州务卿戴维·斯坎兰表示不会援引宪法第十四修正案将特朗普从新罕布什尔州共和党初选中除名。2023年12月，加利福尼亚州州务卿雪莉·韦伯也拒绝将特朗普从加利福尼亚州共和党初选中除名。

### 缅因州
2023年12月初，五名缅因州选民向缅因州州务卿申娜·贝洛斯提交三项质疑，质疑特朗普是否有资格参加缅因州2024年共和党总统初选。其中两项质疑声称，根据联邦宪法第十四修正案第三款，特朗普不符合参选资格；第三项质疑则侧重于第二十二修正案禁止“一人当选总统超过两次”的规定，并声称特朗普没有资格在2024年当选总统，因为他声称自己已经分别于2016年和2020年两次当选总统。
12月15日，贝洛斯就她面临的挑战举行听证会。12月28日，她在一份长达34页的命令中裁定，根据宪法第十四修正案，特朗普没有资格列入缅因州初选名单。具体而言，贝洛斯发现特朗普“使用虚假的选举舞弊叙述来煽动其支持者”并且“参与了叛乱”。贝洛斯进一步得出结论，第二十二修正案并没有阻止特朗普参加2024年总统竞选。贝洛斯暂缓将特朗普从选票中除名，等待特朗普可能向缅因州高等法院提出的上诉得到解决或上诉期限到期（以较早者为准）。
2024年1月2日，特朗普就贝洛斯的裁决向肯纳贝克县缅因州高等法院提出上诉。1月17日，缅因州高等法院在美国最高法院就特朗普诉安德森案作出裁决后，将案件发回贝洛斯重新审理，延长贝洛斯裁决的暂缓执行期限。贝洛斯于1月19日向缅因州最高司法法院上诉，但上诉于1月24日被驳回。

### 马萨诸塞州
马萨诸塞联邦邦务卿威廉·F·加尔文表示，除非有法院命令，否则特朗普将在马萨诸塞州共和党初选中出现。然而，一群马萨诸塞州选民根据宪法第十四修正案第三款，于2024年1月4日向马萨诸塞州选票法律委员会提交一份请愿书，要求将特朗普从初选和大选选票中除名。1月18日，委员会举行初步听证会。1月22日，马萨诸塞州选票法律委员会以缺乏管辖权为由驳回了初选投票质疑。1月23日，原告就该决定向马萨诸塞州最高司法法院提出上诉。1月29日，该案因时机未到而被驳回。随后原告提起上诉。

### 其他州份
2023年12月20日，原告向北卡罗来纳州选举委员会提交一份选民异议申请，该申请援引宪法第十四修正案第三条，反对特朗普参加北卡罗来纳州共和党初选。后该申请被驳回，州选举委员会称其无权审理该投诉。12月29日，原告向位于韦克县的北卡罗来纳州高等法院提起上诉。
2024年2月13日，有人向印第安纳州选举委员会提交了一份质疑特朗普参加印第安纳州共和党初选的申请，该质疑援引了宪法第十四修正案第三款。2月27日，该质疑被驳回。

## 其他候选人的反应
民主党总统候选人玛丽安娜·威廉森和迪恩·菲利普斯就科罗拉多州最高法院将另一名候选人从选票中剔除的决定表示批评。当时的其他共和党候选人克里斯·克里斯蒂、罗恩·德桑蒂斯、妮基·黑利和维韦克·拉马斯瓦米皆对这一决定表示批评。克里斯蒂表示：“我不认为唐纳德·特朗普应该被任何法院阻止成为美国总统，我认为他应该被这个国家的选民阻止成为美国总统”。黑利则表示：“我们最不希望看到的就是法官告诉我们谁可以、谁不可以出现在选票上”。拉马斯瓦米表示，如果法院判决成立，他将退出科罗拉多州的初选。

## 暴力威胁
据报道，试图将特朗普从选票中剔除的政客遭到人肉搜索、恶意攻击和暴力威胁。2023年12月29日，贝洛斯也遭到恶意攻击；这起事件是2023–2024年对美国政客的骚扰的一部分。

### 引用文献
- Elsea, Jennifer K.; Jones, Juria L.; Whitaker, L. Paige.  (报告). Congressional Research Service. 2024-04-04  [2024-07-10].
- Elsea, Jennifer K.; Jones, Juria L.; Whitaker, L. Paige.  (报告). Congressional Research Service. 2024-07-15  [2024-07-15].
- Lash, Kurt T. . 2023-12-28  [2024-01-02]. S2CID 264902188. doi:10.2139/ssrn.4591838.
- Cole, Jared P.; Garvey, Todd.  (报告). Congressional Research Service. 2023-12-06  [2023-12-29].
- Graber, Mark. . 2023-10-04  [2024-01-02]. S2CID 263687575. doi:10.2139/ssrn.4591133. （原始内容存档于2023-12-30）.
- (PDF) (报告). Election Assistance Commission. 2023-10  [2023-12-22].
- Blackman, Josh; Tillman, Seth Barrett. . Texas Review of Law and Politics (University of Texas School of Law). 2023-09-12, 28. S2CID 262183775. doi:10.2139/ssrn.4568771 .
- Baude, William; Paulsen, Michael Stokes. . University of Pennsylvania Law Review (University of Pennsylvania Law School). 2023-08-14  [2023-12-02].
- Berris, Peter G.  (报告). Congressional Research Service. 2023-08-03  [2023-08-23].
- Brannon, Valerie C.  (报告). Congressional Research Service. 2023-03-10  [2023-12-31]. （原始内容存档于2023-07-22）.
- Vlahoplus, John. . Brit. J. Am. Legal Stud. 2023, 13 (1): 237–262. doi:10.2478/bjals-2023-0015  （英语）.
- Amado, Alexandra (编).  (PDF) 2nd. National Center for State Courts/College of William & Mary. 2022  [2024-01-08].
- Elsea, Jennifer K.  (报告). Congressional Research Service. 2022-09-07  [2023-09-21].
- Magliocca, Gerard N.  (PDF). Constitutional Commentary (University of Minnesota Law School). 2021, 36 (1): 87–130  [2023-12-08]. doi:10.2139/ssrn.3748639 . hdl:11299/221946 . （原始内容存档 (PDF)于2023-08-29）.
- Lynch, Myles S. . William & Mary Bill of Rights Journal (William & Mary Law School). 2021, 30 (1): 153–220  [2023-12-28]. （原始内容存档于2023-09-03）.
- Blackman, Josh; Tillman, Seth Barrett. . New York University Journal of Law & Liberty (New York University School of Law). 2021, 15 (1).
- Rybicki, Elizabeth; Whitaker, L. Paige.  (报告). Congressional Research Service. 2020-12-08  [2023-07-05].
- Neale, Thomas H.  (报告). Congressional Research Service. 2020-10-09  [2023-07-05].
- Neale, Thomas H.  (报告). Congressional Research Service. 2020-10-06  [2023-07-05].
- Neale, Thomas H.  (报告). Congressional Research Service. 2020-07-14  [2023-07-19].
- Shelly, Jacob D.  (报告). Congressional Research Service. 2020-07-10  [2023-07-10].
- Neale, Thomas H.; Nolan, Andrew.  (报告). Congressional Research Service. October 28, 2019  [2019-10-10].
- Murrill, Brandon J.  (报告). Congressional Research Service. 2018-03-05  [2023-12-20].
- Mascott, Jennifer L. . Stanford Law Review (Stanford Law School). 2018, 70 (2): 443–564  [2024-01-05]. （原始内容存档于2024-01-05）.
- Nicoletti, Cynthia. . New York: Cambridge University Press. 2017. ISBN 978-1108415521.
- (PDF) (报告). Continuity of Government Commission. 2009-06  [2023-05-18].
- Rossiter, Clinton (编). . Signet Classics. 2003 [1961]. ISBN 978-0-451-52881-0.
- Gamboa, Anthony H.  (PDF) (报告). General Accounting Office. 2002-03-13  [2023-06-08].
- (PDF). scotus.gov.   [2024-01-05].
- . United States Senate Journal (Library of Congress). February 12, 1873, 68  [2023-07-01].

### 进一步阅读
- . . 第42季. 第11集.   [2024-02-03]. PBS. WGBH-TV.